# اضطهاد الأقباط

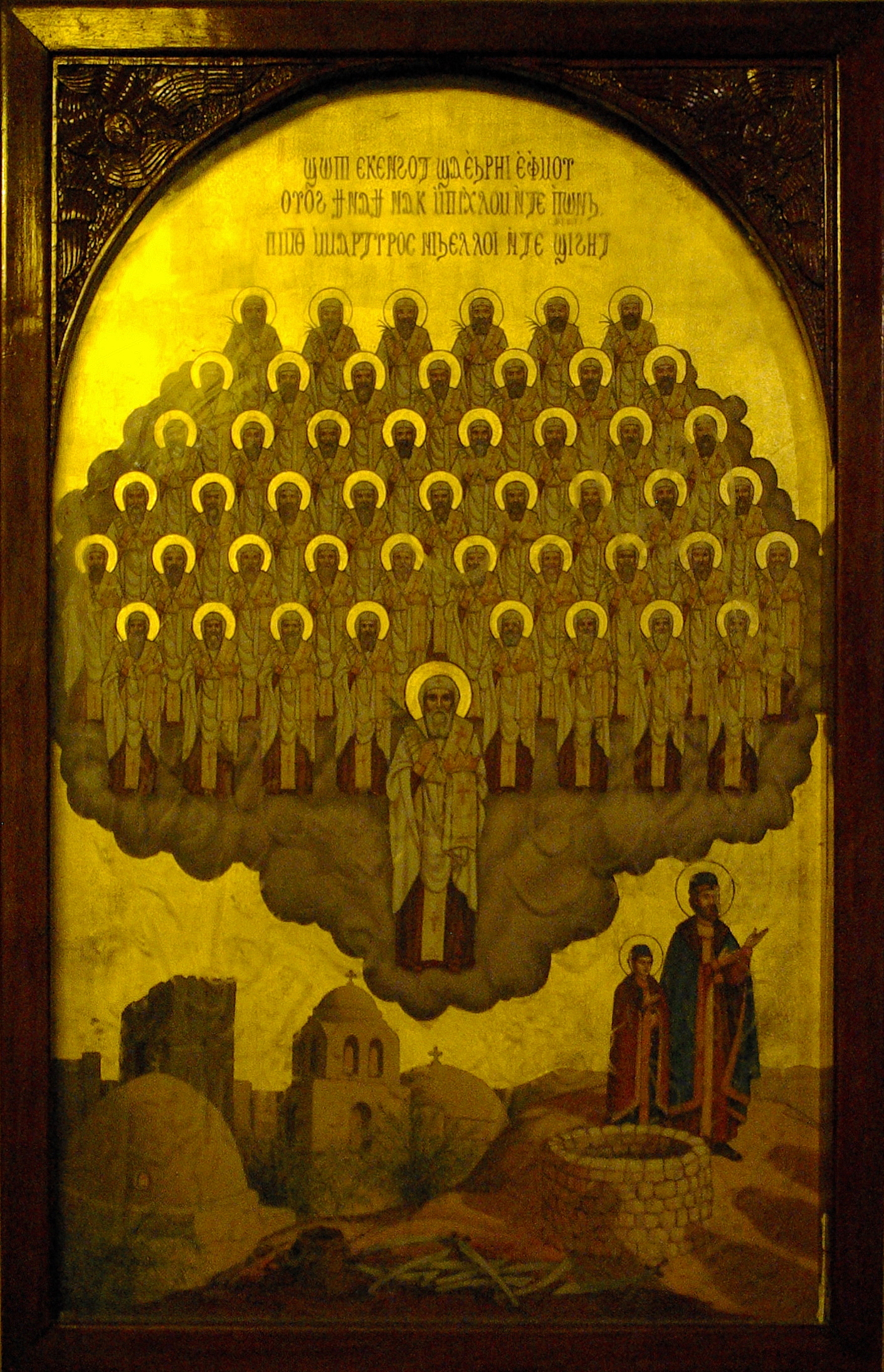
أيقونة قبطيَّة يظهر بها التسعة وأربعين شيخًا من شيُوخ شيهيت في دير الأنبا مقار بِوادي النطرون، الذين قُتلوا على يد البربر سنة 444م، في إشارةٍ إلى ما قاساه المسيحيّون الأوائل في مصر من اضطهاداتٍ مُتكررة.

اضطهاد الأقباط يعود إلى العصور المسيحية المبكرة. عانى المسيحيون من الاضطهاد الدينى، في عصور مختلفة تاريخيًا وحاليًا على حد سواء، والأقباط هم مسيحيون مصريون، وينتمي الغالبية العظمى منهم إلى الكنيسة القبطية الأرثوذكسية، ويشكلون حالياً حوالي 10% من السكان، ويشكلون أكبر أقلية دينية في مصر. وعلى الرغم من إشارة الأقباط إلى حالات الاضطهاد على مدار تاريخهم، فقد لاحظت هيومن رايتس ووتش إلى «تزايد التعصب الديني» والعنف الطائفي ضد الأقباط المسيحيين في السنوات الأخيرة، وفشل الحكومة المصرية في إجراء تحقيقات فعالة بشكل صحيح وملاحقة المسؤولين عن ذلك. وقُتل مئات من الأقباط المصريين في اشتباكات طائفية من عام 2011 إلى عام 2017، وتم تدمير العديد من المنازل والشركات المملوكة من المسيحيين. وتم توثيق 77 حالة في محافظة المنيا من الاعتداءات الطائفية على الأقباط بين عام 2011 وعام 2016 من قبل المبادرة المصرية للحقوق الشخصية. كما أن حالات اختطاف النساء والفتيات القبطيات المسيحيين واختفائهن ما زال يمثل مشكلة جدية مستمرة.

## الوضع تاريخياً

### الحقبة الرومانية
تنقل التقاليد الكنسيّة، أن القديس مرقس غادر الإسكندرية في رحلة تبشيرية إلى ليبيا وروما من جديد، ومن ثم عاد إليها وقد نما وتكاثر عدد المسيحيين فيها، ما أثار احتكاكات مع الوثنيين وأتباع الأديان الأخرى؛ تزامن ذلك مع حقبة من اضطهاد المسيحيين على يد الإمبراطورية الرومانية بدأت في روما نفسها على يد نيرون، وقد استمرّ الاضطهاد مستمرًا في مختلف أصقاع الإمبراطورية ردحًا طويلاً، كان أحد ضحاياه عام 68 القديس مرقس نفسه. طريقة موت القديس مرقس، حسب التقاليد القديمة للكنيسة القبطية والكنائس المصريّة بشكل عام، هي السحل. وقد تلاه في رئاسة أساقفة الكنيسة الإسكندرانية إنيانوس، ويقول المؤرخ الروماني يوسابيوس القيصري، أنه في السنة الثامنة في حكم نيرون أصبح إينانوس بطريركًا على الإسكندرية. أبرز أحداث حبريته، ثورة اليهود عام 70 ضد الحكم الروماني والتي أفضت إلى تدمير القدس وهجرة الكثير من اليهود القاطنين بها نحو الإسكندرية أكبر المراكز الاقتصادية في حوض البحر الأبيض المتوسط، فنقلوا معهم قلاقل وعدم استقرار سياسي واقتصادي؛ ولا يمكن القول أن فترة حبريته كانت خالية من الاضطهاد للمسيحيين، لكن وكما حصل في مواقع أخرى من العالم الروماني كان عدد المسيحيين آخذ بالتنامي، حتى رسم البابا إينانوس أساقفة وشمامسة جدد بنتيجة تزايد عدد المسيحيين. وإثر وفاته عام 83 أصبح ميليوس ثالث البطاركة في الإسكندرية، وقد وصف ابن المقفع في كتابه «تاريخ البطاركة» ميليوس بكونه: «ذا عفاف وقد ثبت الشعب على معرفة المسيح، وكثر الشعب الأرثوذكسي بمصر والخمس مدن وأفريقية في حبريته التي امتدت اثني عشر عامًا على الكرسي.» فيمكن استنادًا إلى وصف ابن المقفّع السابق، القول بنمو المطرد للمسيحيين في الإسكندرية وضواحيها أواخر القرن الأول، والذي تصاحب دومًا مع اضطهاد روماني، فإثر وفاة هذا البابا عام 93 لم ينتخب خلفه حتى عام 95 بسبب الاضطهادات وملاحقة المسيحيين، الأمر الذي استتبع في عهد رابع البطاركة كردونوس والمعروف باسم اضطهاد تراجان والذي بدأ عام 98 وكان من نتائجه قتل البطريرك نفسه عام 106. وعلى الرغم من ذلك فقد توافق الأساقفة على بطريرك جديد، ما يدلّ، أنه وعلى الرغم من الاضطهاد الذي لحق بالمسيحيين بعض نصف قرن تقريبًا على تواجدهم في الإسكندرية، إلا أن أساس كنيستهم كان من القوّة بحيث لم ينقرض أو يباد باختلاف أنواع الاضطهاد، بما فيه قتل البابا نفسه. تعارضت التعاليم المسيحيَّة مع المفاهيم الرومانية الوثنيَّة المُتعلقة بتأليه الإمبراطور وعبادته، ورفض الأقباط المسيحيين الخدمة في الجيش الروماني، واتخذوا الأحد أول أيام الأسبوع لِيكون فُرصةً لمباشرة طقوسهم الدينيَّة، لذلك رأت الحكومة الرومانيَّة أنَّ اعتناق المسيحيَّة هو جرمٌ في حق الدولة، وعدت المسيحيين فئة هدامة، تُهدد أوضاع الإمبراطورية وسلامتها، فمنعت اجتماعات المسيحيين، ونظمت حملات الاضطهاد ضدهم.:217–233
استمر الاضطهاد من قبل الإمبراطور الروماني دومتيانوس سبعة وثلاثين عامًا واتخذت بداية هذا الاضطهاد أصل التقويم المعروف باسم التقويم القبطي أو المصري، وحسب مراجع الكنيسة القبطية الأرثوذكسية فقد قتل مئات الآلاف خلال هذا الاضطهاد، تلاه اضطهاد من قبل الإمبراطور تراجان، وماركوس أوريليوس، وسبتيموس سيفيروس، وماكسيمين، وديكيوس، وجالينوس، وأوريليان، ودقلديانوس وهي ما تعرف عمومًا في التاريخ المسيحي باسم الاضطهادات العشر الكبرى؛ تحسَّن وضع المسيحيين الأقباط في مصر بعد أن اعترف الإمبراطور قسطنطين الأول بالمسيحيَّة دينًا مسموحاً به ضمن الديانات الأُخرى في الإمبراطوريَّة، بموجب مرسوم ميلانو الشهير في سنة 343، ثم بعد أن أصبحت المسيحيَّة الدين الرسمي الوحيد للإمبراطورية في عهد الإمبراطور ثيودوسيوس الأول بين عام 379 وعام 395.

### الحقبة البيزنطية
خلال القرن السادس والقرن السابع، كانت الحروب المتكررة بين الإمبراطورية البيزنطية والإمبراطورية الساسانية، قد أثرت بشكل كبير على جميع المسيحيين في منطقة الشرق الأوسط، خاصةً على المسيحيين اللا خلقيدونيين في أرمينيا، وسوريا البيزنطية، ومصر البيزنطية. أدى الغزو الفارسي المؤقت لجميع تلك المناطق خلال الحرب الساسانية-البيزنطية 602-628 إلى مزيد من القطيعة بين الطوائف الأرثوذكسية المشرقية في المنطقة وبين الحكومة البيزنطية في القسطنطينية. ولم تتحسن تلك العلاقات بعد إعادة السيطرة البيزنطية، على الرغم من جهود الإمبراطور هرقل، الذي حاول تعزيز السيطرة السياسية على المنطقة من خلال تحقيق إعادة التوحيد الديني للمجتمعات المسيحية المنقسمة. وحاول إصلاح الصراع الحاصل في المجتمع والكنيسة حول مجمع خلقيدونية عن طريق اقتراحه الصيغة المونوثيلية، إلا أنه فشل في ذلك.
بعد تحول البلاد إلى المسيحية وخضوعها تحت السيطرة البيزنطية كان الشعب المصري القبطي وفقًا للباحث القبطي نبيل لوقا بباوي وعضو مجلس الشورى المصري، يعاني من «شدة الفقر والاضطهاد الديني في ظل سيطرة الإمبراطورية البيزنطية فقد فرضت عليه الضرائب الباهظة وكانت الحاصلات الزراعية في مصر تذهب إلى بيزنطة، وكان البيزنطيون يكرهون أهالي مصر لأنهم عنيدون في الدخول إلى الأرثوذكسية الخلقيدونية ببطريركها اليوناني ورغبتهم في البقاء على مسيحيتهم الأرثوذكسية غير الخلقيدونية ببطريركها المصري». وفقًا للباحث المغربي محمد الفاسي، فقد كان الأقباط يعانون من الضرائب وأشكال الاضطهاد الأخرى من قِبل الكنيسة البيزنطية الرسمية، ومنع الأقباط من ممارسة طريقتهم الخاصة في العبادة، وساهم ذلك (بالإضافة إلى عجز أغلبية الأقباط عن فهم المجادلات اللاهوتية بين الطائفتين) في الانتشار السريع للإسلام بين الأقباط بعد الفتح الإسلامي.

### الحقبة الإسلامية

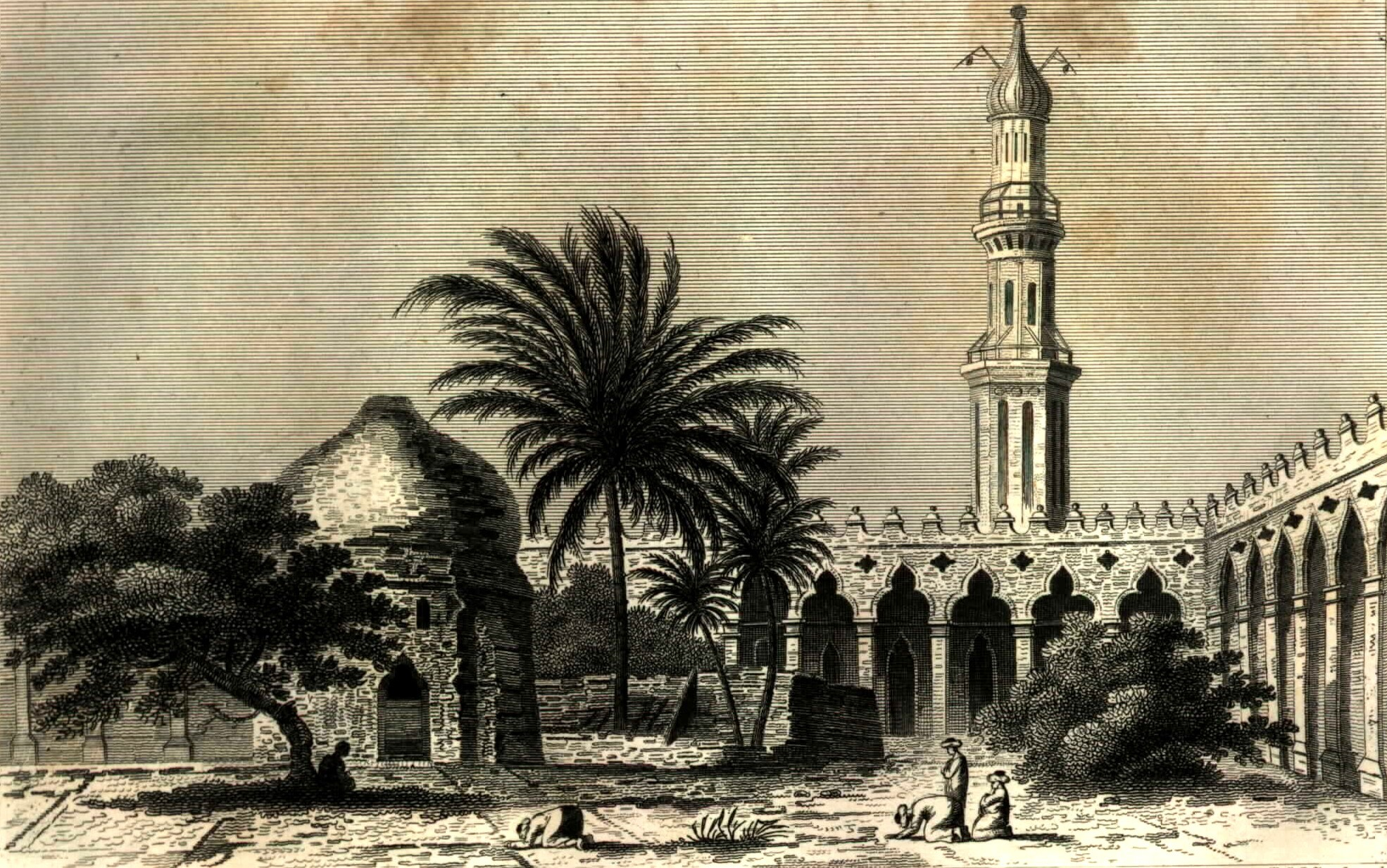
مسجد العطارين في الإسكندرية، كان في الأصل كنيسة مسيحية، وتم تحويلها إلى مسجد في عام 641 عقب الفتح الإسلامي لمصر.

وقع الفتح الإسلامي لمصر في عام 639 م. وعلى الرغم من الاضطرابات السياسية، ظل السكان المصريين من المسيحيين بشكل رئيسي. إلا أن التحولات التدريجية للإسلام على مر القرون قد غيرت مصر من دولة ذات أغلبية مسيحية إلى بلد مسلم بحلول نهاية القرن الثاني عشر خلال حقبة المماليك. وبحسب المؤرخ روبرت ب. بيتس، مع الفتح الإسلامي لمصر تم إستبعاد الأقباط تدريجياً من قبل المسلمين. وعلى الرغم من معاناة المجتمعات الأرثوذكسية المشرقية، فقد إستطاعت المحافظة على عقيدتها وثقافتها المسيحية. وتشير مصادر مختلفة إلى فترات من التمييز والاضطهاد للأقباط خلال العصر الأموي، والعباسي، والفاطمي، والمملوكي، والعثماني والتي شملت إغلاق وهدم الكنائس والتحويل القسري إلى الإسلام، ومَنع المسيحيين من ركوب الخيل ومزاولة بعض الأنشطة التجارية والاقتصادية أو الإقامة في دور مرتفعة، ومن إطالة شعرهم وأمرهم بارتداء ألبسة مميزة صفراء اللون وعسلية الأكمام، ورفض شهادتهم في المحاكم وحرمانهم من حمل السلاح. وتشير الموسوعة الأمريكية أن أبرز موجات اضطهاد الأقباط كانت خلال العصر الفاطمي في القرن الحادي عشر والعصر المملوكي. ووفقاً للمؤرخ خوان ادواردو كامبو سيطرت اللغة العربية وثقافة الإسلام تدريجياً على مصر، وبدأ الأقباط يتحولون إلى الإسلام بأعداد متزايدة، وهذا صحيح بشكل خاص خلال فترة الاضطهاد في القرن الرابع عشر. وبحسب المؤرخ كورت جي. ويرثمولير ويعقوب ليفي لم يكن تحول الأقباط إلى أقلية تدريجياً بل حصل بسبب موجتين من التحول أولها بعد «القمع الوحشي» للثوار الأقباط في القرن التاسع، والموجة الثانية خلال حقبة المماليك والتي تم فيها حملة اضطهادات للمسيحيين وتوفير الزخم الشعبي للعنف ضد المسيحيين. وهي أيضاً حقبة شهدت موجات كبيرة من التحول القسري إلى الإسلام وفقاً لمصادر مختلفة. ويشير المؤرخ كورت جي. ويرثمولير أنه في الحقبة الإسلامية المبكرة تعرض المسيحيون إلى ضغوطات اجتماعية واقتصادية ودينيَّة، وكان التحول إلى الإسلام من بين هذه الضغوطات، وفرصة مغرية للكثيرين للحصول على منافع اقتصادية ووظائفية. وتشير مصادر أنه بعد نهاية فترات الاضطهاد، أعداد كبيرة من المتحولين الجدد إلى الإسلام عادت إلى الديانة المسيحية، خصوصاً من سكان القرى النائية وممن أجبروا على التحول إلى الإسلام.
يقول الخبير الاقتصادي جورج قرم أنه على الرغم من وجود ميل إلى استخدام تلك السمات المميزة أو الجزية كوسيلة لنشر الإسلام، إلا أن الحاضرة الإسلامية -وطبقاً لتعاليم القرآن- لم تمارس قط الاضطهاد الديني المباشر، ولم يتم فرض الشعائر الدينية أو المواعظ الإلزامية لحث غير المسلمين على اعتناق الإسلام. ووفقاً للموسوعة البريطانية ومع وجود استثناءات قليلة وبالتالي معروفة، كان حكام مصر المسلمين نادراً ما يتدخلون في حياة رعاياهم المسيحيين واليهود طالما أن هذه الجماعات دفعت الضرائب الخاصة (المعروفة باسم الجزية) التي فرضت عليهم مقابل حماية الدولة. في الواقع، كان كل من الأقباط واليهود يعملون دومًا في البيروقراطية، وأحيانًا في المناصب الإدارية العليا. وفقاً للموسوعة البريطانية حتى الحملات الصليبية فشلت على ما يبدو في إفساد التوازن الدقيق بين المسلمين والمسيحيين، وليس هناك أي دليل على أن المسيحيين المحليين قد تم تحميلهم مسؤولية الحملات الصليبية في مصر، إلا أن ذلك الوضع تغير نسبياً بعد مجئ حكم المماليك، والذي شهد تسارع في عمليات تحولات الأقباط إلى الإسلام خوفاً من الاضطهادات. وخلال حقبة المماليك البحرية حدث التراجع النسبي للأقباط وتسارع أكثر في ظل المماليك البرُجية.
ويرى المُفكّر القومي والباحث اللُبناني إدمون ربَّاط أنَّ السياسة القائمة على عدم الإكراه في الدين إنما «هي سياسة إنسانيَّة «ليبراليَّة» استمالت قُلوب المسيحيين إلى الإسلام وجعلت النصارى يُفضلون العيش في ظلِّه وفقاً له، فلِأوَّل مرَّة في تاريخ الشوام والمصريين عُمومًا والمسيحيين خُصوصًا، خرجت دولة لِفتح بِلادهم دون أن تفرض عليهم اعتناق دينها بالقُوَّة، وذلك في زمنٍ كان يقضي المبدأ السائد إكراه الرعايا على اعتناق دين مُلوكهم، بل وحتَّى على الانتماء إلى الشكل الخاص الذي يرتديه هذا الدين». ووفقا لتاريخ أفريقيا العام التابع لمنظمة اليونيسكو، فإن معاناة الأقباط من حين لآخر من اضطهاد بعض الولاة المتعصبين وإجبارهم على التحول الديني كانت حالات استثنائية وليست قاعدة عامة، وتمتعوا بحرية دينية كبيرة خصوصا في العصرين الفاطمي والأيوبي، وشغل الأقباط وظائف كثيرة في جهاز الدولة. ويشير المصدر أن عوامل شتى أدت إلى تحول مصر إلى دولة مسلمة خلال حقبة المماليك منها التحول الصادق، والمنافع الضريبية والاجتماعية، والاضطهاد، وضعف مكانة الكنيسة، وهجرة المسلمين القادمين من دول أخرى إلى مصر. ووفقاً للدكتور عمر عبد الجليل من جامعة القاهرة، توضح مخطوطات يوحنا النقيوسي التي تعد وفقاً له شاهد عيان على الفتح الإسلامي «مدى تسامح المسلمين مع المسيحيين في ذلك الوقت، وتنفى كل الشائعات والأكاذيب المغرضة التي تمت إثارتها مؤخراً، من نهب أموال الأقباط وإجبارهم على الدخول في الإسلام».

#### الأمويون والعباسيون

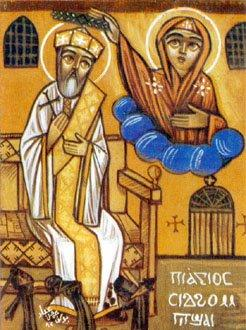
سيدهم بشاي، قديس في الكنيسة القبطية الأرثوذكسية، أعدم بسبب رفضه اعتناق الإسلام.

عقب الفتوحات الإسلامية فرضت على مسيحيي الخلافة الإسلامية ضريبتا الجزية والخراج وأعفوا من الالتحاق بالجيوش الإسلامية، غير أنهم منعوا من نشر المسيحية داخل أراضي الدول الإسلامية. بحسب باتريك جلين، اتسمت هذه الفترة عموماً بالتسامح الديني ما خلا فترات حكم بعض الخلفاء مثل عمر بن عبد العزيز الذي فرض ضرائب طائلة على المسيحيين وسن عليهم قيودًا في الملبس والتنقل، وفقاً للباحث والمؤرخ جيري بنتلي خلال الحقبة الأموية فرض الحكام المسلمين ضريبة على المسيحيين بمعدل أعلى من المسلمين، مما دفع التجار الأقباط إلى التحول إلى الإسلام هرباً من الضرائب الباهظة أو من أجل التمتع بالمنافع الضريبية والاجتماعية، وهو ما أدّى إلى تقويض القاعدة الاقتصادية للكنيسة القبطية، وعلى الرغم من أن الكنيسة القبطية لم تختفِ، فإن السياسات الضريبية الباهظة التي تعرض لها المسيحيين جعلت من الصعب على الكنيسة الاحتفاظ بالنخب التجارية. يقول المؤرخ كارل بيتري من جامعة كامبردج: «خلال العصر الأموي كان التحول إلى الإسلام قد نشأ مباشرة بعد فرض الضرائب على المسيحيين ووسيلة للتهرب من الضرائب الباهظة، وكان التحول إلى الإسلام ذا دوافع اقتصادية إلى حد كبير أو من أجل التوظيف والذي يبدو أحد أبرز الأسباب الأخرى للتحول إلى الإسلام في تلك الحقبة». ويشير أنه «مع تزايد الاضطهاد خلال العصر الأموي والعباسي أدى إلى تزايد أعداد المسيحيين المتحولين إلى الإسلام هرباً من الاضطهاد والمشاكل». وعلى الرغم من ذلك يشير المؤرخ أنه من الصعب تقدير أعداد المتحولين خصوصاً من الطبقات غير النخبوية. وفقاً للمؤرخ روبرت مورجان خلال حُكم الوليد بن يزيد تم تعيين حسان بن عتاهية والياً على مصر، والذي قام بفرض ضرائب باهظة على الأقباط وباضطهادهم، وعندما قام الأقباط بالشكوى للخليفة الوليد، قام بإرسال حفص بن الوليد والذي قام أيضاً باضطهاد الأقباط، وبزيادة الضغوطات عليهم من خلال زيادة قيمة ضريبة الجزية، وأمر الأقباط بترك دينهم والتحول إلى الإسلام، وخلال ولايته تحول أربعة وعشرون ألفًا من الأقباط إلى الإسلام لتجنب المزيد من «الإذلال والاضطهاد». وتشير «موسوعة حكام مصر» إلى أن حسان بن عتاهية خرج من مصر هاربا بطلب من أهلها بعد مرور 16 يوما فقط على وصوله. يشير المؤرخ كورت جي. ويرثمولير أن بداية الحكم الإسلامي كان مصحوبًا بعملية بطيئة جداً للتحول من المسيحية إلى الإسلام، لكن مع فرض الحكومة الأموية ضرائب باهظة على المسيحيين أدى هذا إلى تسارع في عمليات التحول إلى الإسلام هرباً من الضرائب، ما أثر على عائدات الضرائب، وبحسب المؤرخ تيري وول أدى هذا لاحقاً إلى إعاقة عملية التحول إلى الإسلام من قبل الحكومة الأموية وإبقاء الضرائب المفروضة حتى على «المُسلمين الجدد». بينما وفقاً للباحث المغربي والقومي محمد الفاسي، مع تزايد معدل الدخول في الإسلام بصورة كبيرة في العصر الأموي وبالتالي تناقص عائدات الضرائب، أدى ذلك لإصدار سياسة تهدف لعدم دخول المزيد من الناس إلى الإسلام للحفاظ على عائدات الضرائب، وتوقف تطبيق هذه السياسة فقط في عهد عمر بن عبد العزيز. ووفقا للباحث القبطي نبيل لوقا بباوي وعضو مجلس الشورى المصري، كانت الجزية التي فرضت على الأقباط تعد «ضئيلة جداً» إذا قورنت بالضرائب التي كان يحصل عليها الحكام الرومان، بالإضافة إلى أنه كان يعفى منها 70% من الأقباط (القصر والنساء والعجزة وأصحاب الأمراض والرهبان).
خلال عصر القوة والازدهار العباسي كانت العلاقة بين الدولة ومواطنيها غير المسلمين تصنف على أنها في أحسن الأوضاع خصوصًا خلال خلافتي المنصور والرشيد، القسم الأكبر من هذا التعايش تبخر خلال عصور الانحطاط، فهدمت الكنائس ومنع أبناء هذه الأديان من ركوب الخيل ومزاولة بعض الأنشطة التجارية والاقتصادية أو الإقامة في دور مرتفعة، ومنذ دخول المسلمين مصر، فرضوا الجزية على غير المسلمين، وتراوحت فترات الاضطهاد والتسامح في هذا الأمر بحسب تطور الظروف التاريخية، وتقلب الأمزجة الشخصية للولاة، كما فرضوا أيضًا الخراج على أراضيهم. في العام 832 قام الأقباط البشموريون والعرب المحليون في مصر العليا بثورة ضد عيسى بن منصور الوالى من ولاة مصر في عهد الخلفاء العباسيين في عهد الخليفة المأمون بسبب زيادة ظلم جباة الخراج (الضرائب) وولاتهم وضوعفت الجزية. وقد قاموا بطرد عمال الدولة ورفعوا راية العصيان ورفضوا دفع الجزية. وقد شن المأمون حربًا ضارية ضد البشموريين، حيث هُزموا في النهاية أمام جيش الخلافة، وحُرقت مساكنهم وكنائسهم، وقتل أغلبهم، حتى كادوا أن يبادوا. وفي عام 832، قرر الخليفة المأمون التوجه شخصياً إلى مصر، حيث وصل إلى الولاية في فبراير. هناك واجه عيسى بن منصور، وحمله مسؤولية اندلاع التمرد، واتهمه بالسماح لجامعي الضرائب بالتصرف بشكل استبدادي ضد الشعب وإخفاء الوضع الحقيقي للأمور في الولاية، وعزل المأمون عيسى من منصبه. ووفقاً للمؤرخ إيرام لابيدوس، فإن سحق التمرد أعقبه «اليأس» بين الأقباط وبدأت موجة ثانية من الاضطهاد الكبير. ولقد استمرت التمردات طوال القرن الثامن الميلادي وغالباً ما شارك فيها الأقباط، وكانت حكومة الخلافة تقابل تلك الثورات بالقوة. في ثلاثينيات القرن نفسه، بدأ الأقباط يفقدون كونهم الأغلبية السكانية في مصر، وتمت أسلمة وتعريب العديد من المناطق القروية، وبحسب عدد من الباحثين أدى «القمع الوحشي» لثورة الأقباط الأخيرة من قبل الخليفة المأمون إلى تحول الكثير من الأقباط إلى الإسلام هرباً من الاضطهاد. وفي فترة حكم أحمد بن طولون، تم إنهاء اضطهاد الأقباط والسماح بتجديد الكنائس.

#### الفاطميون

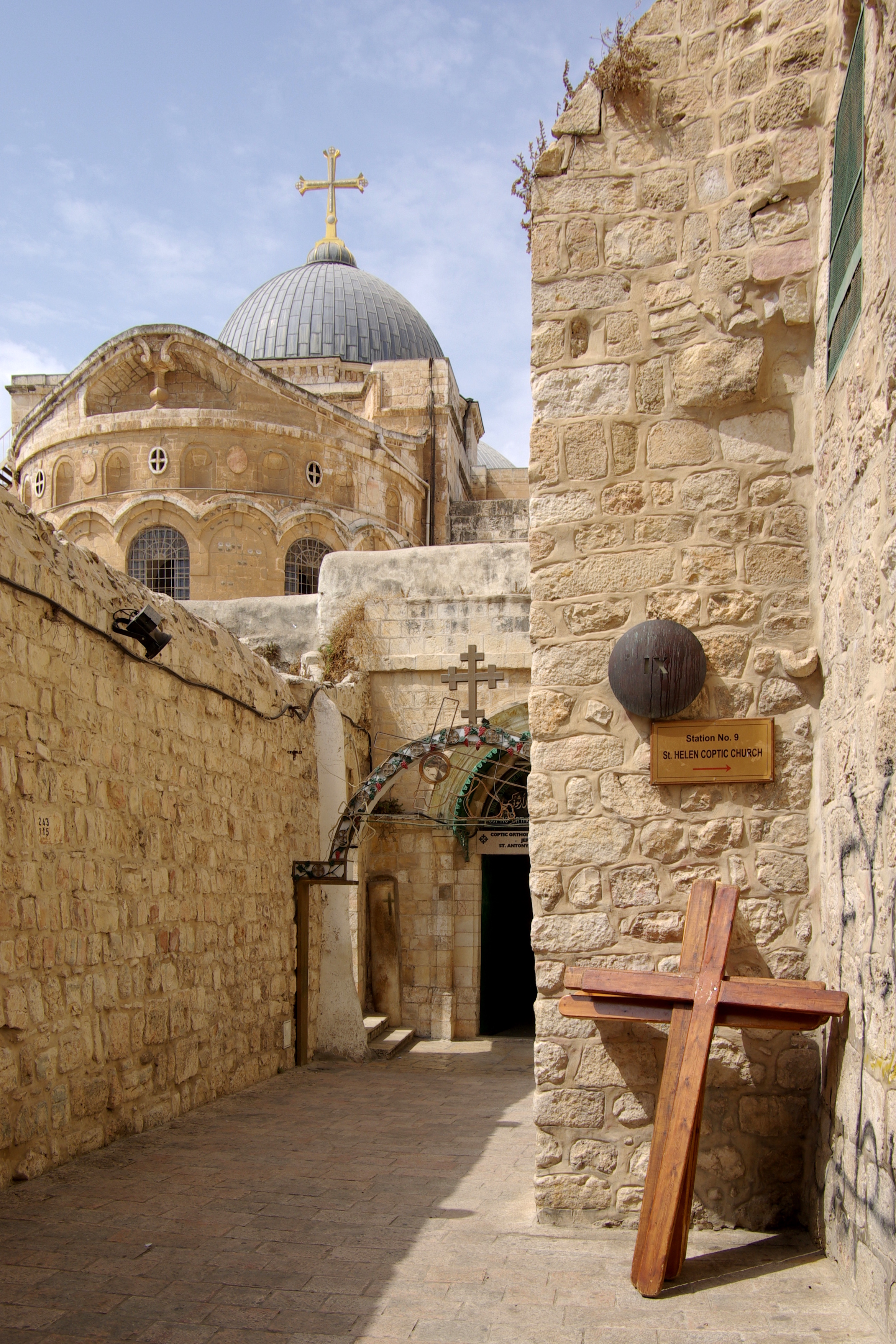
المطرانية القبطية بجانب كنيسة القيامة التي أُحرقت خِلال العهد الفاطميّ وأُعيد بنائها خلال الحملات الصليبية.

وفقاً لمجلَّة الراصد الإسلامية تسامح الخُلفاء الفاطميين الأوائل مع أهل الكِتاب، وقيل بأنَّهم كانوا يُشجعون إقامة الكنائس والبيع والأديار، بل ربما تولوا إقامتها بأنفسهم أحيانًا. تغيَّر وضعُ اليهود والنصارى مع بداية فترة حكم الحاكم بأمر الله، ويُحتمل أن يكون ذلك بسبب ضغط المُسلمين بعامَّةً الذين ساءهم أن يتقرَّب الخُلفاء من غير المُسلمين ويُعينوهم في المناصب العُليا وفقاً للمؤرخ عزيز عطية، ففي سنة 1004 منع الاحتفال بعيد الظهور الإلهي وعيد القيامة، ومنع النبيذ على المسلمين وغير المسلمين على حد سواء (إلا أنه كان يستخدم من قبل المسيحيين واليهود في أمور دينية)، وأصدر الحاكم أمرًا ألزم أهل الذمَّة بلبس الغيار، وبوضع زنانير مُلوَّنة مُعظمها أسود، حول أوساطهم، ولبس العمائم السود على رؤوسهم، وتلفيعات سوداء، وذلك لتمييزهم عن المُسلمين، واستمرت تلك الممارسة حتى سنة 1014. وفقا لنسيم دانا -الأكاديمي الإسرائيلي «المعادي للإسلام» بحسب ما تصفه مصادر إخبارية عربية،- في عام 1009 أجبر المسيحيين واليهود على ارتداء ربطة على اعناقهم في الحمامات، معلق عليها صليب للمسيحيين وجرس لليهود، وتم تدنيس المدافن المسيحية، وإيقاع العقاب على عدد من الموظفين المسيحيين مما دفع العديد منهم إلى دخول الإسلام خوفاً. ويذكر دانا أن هذه السياسة نالت بشكل عام رضى المسلمين، الذين كرهوا المسيحيين بسبب أعمال المحاباة من قبل الموظفين المسيحيين. ووفقا لدانا، في عام 1022 فرض على المسيحيين وضع صلبان خشبية حول رقابهم، ومنعهم من امتطاء الجياد، واستبدال الموظفين المسيحيين بمسلمين، ويقول أن هذه الإجراءات «دفعت الكثير من المسيحيين لاعتناق الإسلام بسبب عامل الخوف». وتشير مصادر مختلفة أن اضطهاد الأقباط قد انتقل إلى أقصى حد في عهد الحاكم بأمر الله مع هدم الكنائس والتسارع في التحويل القسري إلى الإسلام. أمر الحاكم بأمر الله بهدم بعض كنائس القاهرة، كما صدر سجل بهدم كنيسة القيامة في بيت المقدس، حيث يقال أن الحاكم بأمر الله غضب مما اعتبره خدعة يمارسها الكهنة، وهي تلك المتعلقة بنزول «النار المقدسة». في حين وفقاً للمؤرخ وليم الصوري فقد قام الحاكم بأمر الله بهدم كنيسة القيامة في عام 1009 بسبب حرصه على دحض الإدعاءات بأنه مولود من امرأة مسيحية. وكان هدم كنيسة القيامة أقدس المواقع المسيحية على الإطلاق أحد الأسباب الرئيسية لنشوء الحملات الصليبية، على الرغم من أنها قد تم إعادة بنائها عن طريق الإمبراطور البيزنطي سنة 1042 بموافقة خليفة الحاكم بأمر الله. وفقاً لتوماس ووكر أرنولد تغير الحال بالنسبة للأقليات الدينية بشكل عام (باستثناء السنّة) في أواخر حكم الحاكم بأمر الله، حيث أصبح أكثر تسامحاً دينياً، وسمح لمن تم إجباره من المسيحيين أو اليهود على اعتناق الإسلام بالعودة لدينه السابق، وإعادة بناء ما تم هدمه من كنائس. إلا أنه بسبب حملات الاضطهاد التي شملت المسيحيين وطوائف دينية أخرى، أطلق عدد من المؤرخين على أبو عليّ المنصور الحاكم بأمر الله لقب «نيرون الإسلام»، لكن تظل الآراء حوله جدلية وغير متفق عليها بحسب جمال نكروما وسارة الكامل، حيث رآه من ثاروا ضده وأعداؤه كطاغية يقتل من حوله لأتفه الأسباب، ورآه مؤيدوه كحاكم مثالي وفقاً لبول والكر.

#### الأيوبيون
وفقاً للمؤرخ المصري السوري جاك تاجر لما احتل الصليبيون القدس منعوا النصارى المصريين من الحج إليها بدعوى أنهم «ملحدون»، وكتب أحد المؤرخين الأقباط يشكو من هذه المعاملة: «لم يكن حزن اليعاقبة بأقل من المسلمين، بأي حق يمنع النصارى الأقباط من الحج إلى القدس أو الاقتراب من المدينة، إن الصليبيين يكرهوننا، كما لو كنا ضللنا عن الإيمان القويم». افتتح صلاح الدين عهده في الوزارة بطرد الموظفين الأقباط من مناصبهم، ولكنه سرعان ما أعادهم إليها مرة أخرى، ومن المحتمل أن يكون إخراجه للذميين من وظائفهم هو بمثابة حركة تطهير أجريت ضد الفاطميين أكثر منها بغضًا من النصارى، كما أنه صار لزامًا عليهم أن يتزينوا بزي خاص بهم. كانت سياسة صلاح الدين واضحة بالتسامح مع النصارى الشرقيين، ويعود ذلك إلى أن النصارى سهلوا له مهمة الاستيلاء على بيت المقدس، وذلك بإلحاحهم على الصليبيين بأن يسلموا المدينة، لمَّا كان عددهم يفوق عدد الصليبيين تمكنوا من تحقيق رغبتهم. بعد انتصار صلاح الدين على الصليبيين أنشأ ديرًا ملاصقًا للقبر المقدس بالقدس وهو المعروف باسم دير السلطان، مكافئة لمواقفهم النبيلة معه ضد الصليبيين، كما أعاد الأقباط إلى وظائفهم العليا في الدولة، واسترد آخرون أموالهم وممتلكاتهم التي سلبت منهم أيام سقوط الدولة الفاطمية، اختار صلاح الدين قبطيًا هو صفي الدولة بن أبي المعالي الملقب بابن شرقي ككاتب خاص له. كانت أحوال الأقباط بشكل عام في أيام الدولة الأيوبية رغم ما تخللها من صعوبات أفضل من غيرها من الدول، حيث شارك بعض المسيحيين في إدارة الدولة الأيوبية. وبحسب المؤرخ ستانلي لين بول على الرغم من أنَّ صلاح الدين لم يكن صديقاً للمسيحيين، وكان جامداً جداً ليكون متسامح. لكنه لم يقم باضطهاد المسيحيين.

#### المماليك
رُغم أنَّ المماليك التزموا بِما تقضيه الشريعة الإسلاميَّة، وما أقرَّتهُ العهدة العُمريَّة، من ترك أهل الكتاب أحرار في دينهم، إلَّا أنَّ العهد المملوكي يُعتبر - إجمالًا - عهدًا بائسًا عند النصارى المشرقيين فيما يخص علاقتهم بِالحُكُومة، وخُصوصًا خِلال عهد المماليك البحريَّة، ومردُّ ذلك هو الحُرُوب الصليبيَّة بِالمقام الأوَّل، التي كان من آثارها تردِّي العلاقة بين المُسلمين والمسيحيين، وخُصوصًا مع الطوائف المسيحيَّة التي مالت إلى الصليبيين وتعاونت معهم، ففُقدت الثقة بين الطرفين. كما يظهر أنَّ سلاطين المماليك رغبوا في الظُهور بِمظهر حُماة الدين لِدعم مركزهم في نظر المُسلمين وفقاً لسعيد عبد الفتَّاح عاشور. ولكن لا يُفهم من ذلك أنَّ دور المسيحيين انكفأ تمامًا في هذا العصر، بل شارك النصارى في الحياة العامَّة بِالدولة، وكان منهم العُلماء والإداريين وكِبار المُوظفين، واستمرَّت المودَّة قائمة بين عوامهم وعوام المُسلمين، لكنَّ الدولة كانت تنظر إليهم بِعين الريبة، وبحسب سعيد عبد الفتَّاح عاشور لم تكن اضطهاداتهم سمةً بارزة في عصر المماليك بل كانت بشكل زوابع تظهر بين حينٍ وآخر. بدأ المماليك يستعملون الأقباط في دواوينهم بِكثرة خِلال سلطنة قُطُز، إذ أنَّ الوزير القائم آنذاك كان قبطيًّا عيَّنهُ السُلطان أيبك، ويُدعى «شرفُ الدين أبو سعيد هبةُ الله»، وكان قد أظهر براعةً في التشريع الضريبي لِجمع أكبر كمّ من الأموال باسم قانون الحُقُوق السُلطانيَّة، وحصلت الدولة المملوكيَّة به على المال الكثير. وفي عهد الظاهر بيبرس أُقيل جميع الأقباط الذين كانوا يعملون في ديوان الحرب وأُحلَّ مُسلمُون محلَّهم، وفي نفس يوم تنفيذ هذا القرار هُدم دير الخندق الكائن خارج القاهرة بِالقُرب من باب الفُتُوح، كما زيدت عليهم الضرائب. أمَّا في عهد قلاوون فقد عُدل عن التزيُّد في الضرائب على الأقباط وعادت المُساواة بينهم وبين المُسلمين في ذلك وأُعيدوا إلى وظائفهم، لكن بعد مُرور فترة عاد هذا السُلطان إلى التشديد عليهم، فأمر بِرُكُوبهم الحمير وشد الزنانير وألَّا يُحدِّث نصراني مُسلمًا وهو راكبٌ دابته، ولا يلبسون ثيابًا مصقولة. كان وضع اليهود عموماً أفضل حالاً من المسيحيين خلال حقبة المماليك، وتعرض المسيحيين إلى صعوبة أكبر في ظل حكم المماليك بالمقارنة مع الدول الإسلامية السابقة. وكانت مظاهر العداوة ضد المسيحية تقودها في الغالب المستوى الشعبي وليس تحت إشراف السلاطين المماليك، وفقا للموسوعة البريطانية. وبحسب المؤرخ روبرت مورجان شهدت حقبة الناصر ناصر الدين محمد بن قلاوون بين عام 1300 وعام 1320 موجة من الاضطهاد ضد الأقباط، وتم هدم وإغلاق العديد من الكنائس في القاهرة، وأجبر مسيحيي مصر على مسح عمامتهم باللون الأزرق ليتم تمييزهم عن بقية السكان. يشير كل من المؤرخ ماسيمو كابواني، وأوتو فريدريش أوغست ميناردوس، وماري هيلين روتششوفسكايوفي من جامعة ميشيغان أنه خلال حُكم الظاهر سيف الدين برقوق وقعت الاضطهادات الكبرى عام 1321، والتي كانت بمثابة «الضربة القاضية للأقباط»، وفقا لماري هيلين. ويشير المؤرخ روبرت مورجان أنه في عام 1327 حدثت موجة أخرى من الاضطهادات خلال حُكم الظاهر سيف الدين برقوق والتي شملت «هدم الكنائس وحياة الأقباط وسبل عيشهم»، وقام السلطان بصرف الأقباط من المناصب الحكومية. وبحسب المؤرخ فريد انجستروم قام الناصر بدر الدين حسن باضطهاد الأقباط، حيث جعل المسيحيين «كبش فداء لكل شيء». وبحسب كوكوريتسو مينزوكوجاكو من مركز اليابان لدراسات المناطق أجبر السلاطين المماليك من عام 1331 حتى عام 1336 رعاياهم التحول إلى الإسلام من خلال العنف.
حدث التراجع النسبي للأقباط في مصر خلال حقبة المماليك البحرية وتسارع بشكل أكبر في ظل الدولة المملوكية. وكانت هناك عدة حالات احتجاجات للمسلمين المصريين ضد ثروة المسيحيين الأقباط وعملهم في الدولة، وأحرقت دور عبادة كل طرف من قبل الآخر في أوقات التوترات بين الطوائف. ونتيجة للضغط الشعبي، تم إيقاف عمل الأقباط في البيروقراطية على الأقل تسع مرات بين أواخر القرن الثالث عشر ومنتصف القرن الخامس عشر، وفي عام 1301، أمرت الدولة بإغلاق جميع الكنائس. وكان البيروقراطيون الأقباط يُعادون في كثير من الأحيان إلى مناصبهم بعد انتهاء فترة التوتر الطائفي. وفقا للباحثة الأمريكية كريستين ستيلت، خلال تلك الحقبة عندما كان بعض الأقباط يمنعون من العمل ككتاب تظاهروا باعتناق الإسلام، إلا أنه كان من الشائع حينها وصف هذه التحولات بأنها تظاهر بالتحول لتجنب الإجراءات الرسمية ضدهم الخاصة بالملابس والتوظيف والسلوك". ووفقا لستيلت، فقد كان من أسباب التحولات الدينية للأقباط هو تحول الطبقة الغنية من الأقباط -والذين عملوا لدى السلطان- إلى الإسلام، مما أدى لتوقفهم عن مساعدة الفقراء من الأقباط على دفع الجزية وأدى ذلك لزيادة تحول الفقراء من الأقباط للإسلام، ووفقا لستيلت، فقد تمكن عدد من الأقباط من الحفاظ على وظائفهم دون التحول للإسلام. في القرن الرابع عشر تسارعت عمليات تحولات الأقباط إلى الإسلام خوفاً من الاضطهادات وهدم الكنائس وفقاً لمصادر مختلفة، أو بسبب إجبارهم على اعتناق الإسلام قسراً، بينما تحول آخرون من أجل الاحتفاظ بوظائفهم. وبحلول نهاية الحقبة المملوكية، ارتفعت نسبة المسلمين بالمقارنة مع المسيحيين إلى 10: 1. ويشير الباحث جاك طنوس من جامعة برنستون أنه خلال حقبة المماليك البحرية اضطرت أعداد كبيرة من النخب القبطية إلى التحول إلى الإسلام من أجل الحافظ على وظائفها. ويشير الباحث أن التحول إلى الإسلام كان في كثير من الأحيان لتوفير السلامة خلال فترات الاضطهاد أو العنف أو التهديد، وكان أيضاً من أجل دفع أقل ضرائب أو الحصول على مزيد من فُرص العمل أو لتحقيق مكانة اجتماعية. ويشير فريد انجستروم من جامعة ميشيغان أن هذه الفترة الأخيرة من الحكم المملوكي كانت الأكثر قتامةً والذي تضمن القتل في الشوارع واغتصاب النساء من قبل الجنود، وموجات اضطهاد الأقباط.
وفقاً للصحفي أحمد حافظ عوض، على الرغم من سوء معاملة المماليك للأقباط ومظالمهم، إلا أنهم كانوا أحسن حالا من المواطنين المسلمين، وكان «ظلم المماليك واقعا في الأكثر على الفلاحين المسلمين».

#### العثمانيون
سمح العثمانيون لليهود والمسيحيين أن يمارسوا شعائرهم الدينية بحرية تحت حماية الدولة، وفقًا لما تنص عليه الشريعة الإسلامية، وبهذا فإن أهل الكتاب من غير المسلمين كانوا يعتبرون رعايا عثمانيين لكن دون أن يُطبق عليهم قانون الدولة، أي أحكام الشريعة الإسلامية، وفرض العثمانيون، كجميع الدول الإسلامية من قبلهم، الجزية على الرعايا غير المسلمين مقابل إعفائهم من الخدمة في الجيش. كانت الملّة الأرثوذكسية أكبر الملل غير الإسلامية في الدولة العثمانية، وقد انقسم أتباعها إلى عدّة كنائس أبرزها كنيسة الروم، والأرمن، والأقباط، والبلغار، والصرب، والسريان، وكانت هذه الكنائس تُطبق قانون جستنيان في مسائل الأحوال الشخصية. وبحسب مصدر فإن حياة الأقباط تحت الحكم العثماني كانت أفضل من سابقه المملوكي، وكانت الإدارة العثمانية تفضل أقباط مصر في تولي الأمور المالية لخبرتهم. على الرغم من ذلك لم يشكل الأقباط طبقة اقتصادية مزدهرة مقارنةً بالمسيحيين في بلاد الشام أو الطوائف المسيحية الأخرى مثل اليونانيين والأرمن، فغالبية الأقباط كانوا من الطبقة الريفية والصعيدية. وكان المسيحيين في الدولة العثمانية يعتبرون مواطنين من الدرجة الثانية رغم بعض الحريات المحدودة التي أعطيت لهم كحق العبادة، وكانت هناك مضايقات من نوع آخر تتمثل في رفض شهادتهم في المحاكم وحرمانهم من حمل السلاح أو ركوب الخيل، أو أن تكون شرفة البيت مطلة على بيوت المسلمين. وعلى الرغم أن القانون منع إعادة بناء الكنائس إلا أنه كثيراً ما خالف الأقباط هذا الحكم وقاموا ببناء كنائس جديدة داخل مجمعات الأديرة القديمة أو بجوارها، ولم تقم الإدارة العثمانية بالتشدد في القانون، كما كان هدم الكنائس خلال الحقبة العثمانية نادرًا. يشير المؤرخ روبرت مورجان أنه خلال عصر السلطان سليم الأول العثماني قام بفرض سياسة ظالمة ومتحيزة ضد المصريين عموماً، وضد المسيحيين خصوصاً. وكان الأقباط خلال فترة حكمه هدفاً للاضطهاد في السنوات التي أعقبت حكمه حدثت موجات من الاضطهاد، وكان هناك دائماً اضطهادات من قبل «جموع المسلمين المتعصبين والأصوليين». ويشير المؤرخ مورجان أنَّ هذه الحقبة كانت واحدة من «العصور المظلمة لمصر» حيث تراجع التطور العلمي والتكنولوجي والاجتماعي، ونتج عنه معاناة السكان عموماً والمسيحيين الأقباط خصوصاً.
يصف المؤرخ هنري لويس العصر المصري العثماني «بعصور الذل» بالنسبة للأقباط، ووفقاً للمؤرخ هنري لويس والمؤرخ المصري قاسم عبده قاسم فُرض على الأقباط الكثير من القيود في العصر العثماني حيث كان الأقباط مُلزمون بدفع الجزية وارتداء ملابس وشارات معينة (الزنار، وعمائم صفراء وزرقاء وسوداء)، وأُلزم الأقباط بوضع أجراس في أعناقهم في الحمامات العامة لتمييزهم عن المسلمين إذا تجرّدوا من ملابسهم، كما كان يُحظر عليهم ارتداء ملابس معينة (مثل العمائم الخضراء والبيضاء)، وكانوا يُمنعون من ركوب الخيل كذلك، حُظر عليهم حمل السلاح، وتعلية دورهم على دور جيرانهم المُسلمين، وإذا مرّوا بمسجد كان لا بد أن ينزلوا من فوق الحمار أو البغل احتراماً للمسجد، كما حُرّم عليهم المرور في القاهرة راكبين، ولم تكن شهادتهم تُقبَل في القضاء. وكان الأقباط عُرضةً لأهواء الحكام والفقهاء الذين كان بعضهم يتفنن في التنكيل بهم، ومصادرة أموالهم بأية ذريعة.

#### الحملة الفرنسية على مصر
يذكر المؤرخ المصري عبد الرحمن الجبرتي المعاصر للحملة الفرنسية على مصر في كتابه «عجائب الآثار في التراجم والأخبار» والمعروف اختصاراً بـ«تاريخ الجبرتي» أن نصوح باشا، الوالي العثماني الجديد الذي أرسلته إسطنبول ليحكم مصر بعد جلاء الفرنسيين، تسلل إلى القاهرة أثناء معركة العثمانيين مع الفرنسيين بقيادة جان باتيست كليبر، وقال للعامة: «اقتلوا النصارى وجاهدوا فيهم فعندما سمعوا منه ذلك القول صاحوا وهاجوا ورفعوا أصواتهم ومروا مسرعين يقتلون مَن يصادفونه من نصارى القبط والشوام وغيرهم». ويذكر عبد الرحمن الجبرتي ما يشبه المجازر الجماعية التي وقعت للمسيحيين الأقباط والشوام في تلك الأثناء، حيث يذكر «ذهبت طائفة إلى حارات النصارى وبيوتهم التي بناحية بين الصورين وباب الشعرية وجهة الموسكي فصاروا يكبسون الدور ويقتلون من يصادفونه من الرجال والنساء والصبيان وينهبون ويأسرون حتى اتصل ذلك بالمسلمين المجاورين لهم فتحزبت». واستغل بعض البكوات هذه المجزرة لسلب أموال الأقباط، ومنهم حسن بك الجداوي الذي طمع في أموال المعلم يعقوب، كما يذكر المؤرخ المحقق عبد العزيز جمال الدين. وفقاً للمؤرخ يعقوب نخلة روفيلة فإنه نتيجة ثورة القاهرة ضد الاحتلال الفرنسي، واستغلال بعض العامة هذه الثورة في الهجوم على بيوت الأقباط ومحلاتهم ونهبها وتخريبها، قام المعلم يعقوب الذي يصفه بأنه «كان من أصحاب الأملاك والتجارة» بالاتفاق مع «قائد العساكر الفرنساوية على تأليف جيش من الأقباط». ويذكر المؤرخ الجبرتي أنه بعد أن نجح الفرنسيون في إخماد ثورة القاهرة الثانية، فرض كليبر غرامة مالية على أهل القاهرة لا سيما الشيوخ والوجهاء الذين كانوا يحرّضون العامة ضد الفرنسيين والمسيحيين، ويشير إلى أن كليبر «وكّل يعقوب القبطي يفعل في المسلمين ما يشاء» لكن يعقوب لم يفعل فيهم ما فعلوه في الأقباط والمسيحيين الشوام واليهود من ذبح وسلب ونهب، بل وكان هؤلاء الوجهاء والشيوخ يتشفعون ببعض الأقباط عند الفرنسيين.
بعد فشل الحملة الفرنسية، استعدّ الفرنسيون للجلاء، وهنا خاف الأقباط من أن يتعرضوا لمذبحة أخرى، ورحل المعلم يعقوب إلى فرنسا عام 1801، ومع نهاية الحملة الفرنسية على مصر أشار إيان كولير من جامعة كاليفورنيا أن أعداد الأقباط واليونانيين والمصريين الذين غادروا مصر إلى فرنسا قدر بحوالي 1,500 إلى 1,800 شخص. على الجانب الآخر وفقاً للصحفي أحمد حافظ عوض فقد تقرب الأقباط للفرنسيين أثناء الحملة الفرنسية على مصر، إلا أن ذلك لم ينفعهم و«تعرضوا للظلم من قبل الحملة أكثر من المسلمين»، حيث يرى أن الحملة قد اهتمت بإرضاء الأغلبية بالتودد لها.

### العصر الحديث

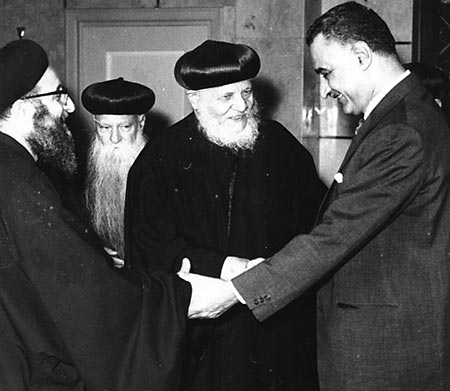
أساقفة أقباط في لقاء مع جمال عبد الناصر عام 1965.

بلغت الهجرة القبطية من مصر إلى السودان ذروتها في أوائل القرن التاسع عشر، وتوقف الاستقبال المتسامح عمومًا الذي تلقوه في السودان بسبب عقد من الاضطهاد في ظل الدولة المهدية في نهاية ذلك القرن. في ظل الثورة المهدية (1881-1898) اضطر الكثير من الأقباط اعتناق الإسلام قسراً حيث لم يكن لديهم حل سوى اعتناق الإسلام أو الهجرة أو الموت.
خلال حقبة محمد علي باشا تحسنت أوضاع المسيحيين، حيث كان محمد علي باشا متسامحًا واسع الأفق في الشؤون الدينية، فقرَّب إليه المسيحيين كما المسلمين، واستعان بهم في حكمه وأدخلهم في حاشيته. وقام محمد علي بتوظيف المسيحيين من الأقباط والأرمن في المناصب الحكومية، وتم منحهم بالتالي فرصًا كبيرة للمساهمة في التنمية الاجتماعية والاقتصادية لمصر. وتبوأ الأقباط مراكز عليا في الحكومة، وشهد عهد محمد علي بناء كنائس مسيحية جديدة في مصر. وألغيت القرارت التي نصت على إجبار الأقباط على ارتداء أزياء معينة والتي كانت مفروضة على الأقباط من قبل السلطنة العثمانية، وسُمح لهم بركوب البغال والخيول وحمل السلاح. وفي عهد الخديوي إسماعيل تحسنت أوضاع الملة القبطية الأرثوذكسية لتصبح أكثر تنظيمًا وثراءً وتعليمًا، ومع تسهيل العمل وامتلاك الأراضي، ازدهرت أحول الأقباط في مجال الأعمال التجارية وأهتم الأقباط بالتجارة خاصةً مع السودان فصارت لهم ثروة طائلة، وتحسنت أحوال المدارس المسيحية في البلاد.
في عام 1952، قاد جمال عبد الناصر بعض ضباط الجيش في ثورة 23 يوليو ضد الملك فاروق الأول، وأطاح بالمملكة وقام بتأسيس الجمهورية. كانت سياسة جمال عبد الناصر السائدة هي القومية العربية والاشتراكية. يرى المؤرخ الإسرائيلي مردوخاي نيسان أن الأقباط تأثروا بشدة بسياسات تأميم عبد الناصر، لأن العديد من الأقباط كانوا من بين المصريين الأكثر ثراءاً، على الرغم من أنهم كانوا يمثلون حوالي 10 إلى 20% من السكان. بالإضافة إلى ذلك، وفقا لنيسان فقد قوضت سياسات عبد الناصر العربية الشعور القوي للأقباط حول هويتهم المصرية القبطية، والتي نتج عنها تأجيل تصاريح لبناء الكنائس وإغلاق المحاكم الدينية المسيحية. ويرى المؤرخ مردوخاي نيسان أنَّ سياسة الاضطهاد من قبل عبد الناصر، أدت إلى انغلاق الأقباط والبحث عن طرق لتقوية روابط الإيمان الديني في الداخل. وفقاً للباحث موليفي كيتي آسانطة في عهد الرئيس جمال عبد الناصر لم يكن هناك تعاطف كبير مع الأقباط، ولم يقم يتنصيب الأقباط في الوظائف العالية والرئيسية خلال إدارته، حيث بحسب الباحث لم يرى عبد الناصر بالأقباط كمتعاونين. وبحسب الباحث كوسيلة «للنجاة من التحرش والتمييز والاضطهاد الفظيع»، قام الأقباط بالمحافظة على دينهم وتوجهوا للعمل في مهن مثل الهندسة والمحاماة والطب والتعليم. ووفقاً للباحثين بول بيشي، وجون كرومكوسكي، وجورج ف. ماكلين فإنه على الرغم من أن المسيحيين الأقباط والمسلمين في مصر تشاركوا في مشاعر قوية حول الهوية المصرية، الا أن هذا في نهاية المطاف لم يمنع التعصب أو الاضطهاد ضد الأقباط.

## الوضع الحالي

### مصر
في عام 1981، قام الرئيس أنور السادات، بنفي البابا شنودة الثالث، متهماً إياه بإثارة الفتنة بين الطوائف. وتقلد حسني مبارك مقاليد الرئاسة في 14 أكتوبر 1981، حيث قام في عام 1982 بالإفراج عن المعتقليين الذين قام سلفه السادات باعتقالهم وقابل بعضهم وكان منهم البابا شنودة الثالث. خلال نظام حسني مبارك، كافح الأقباط لتجنب الاضطهاد وكان هناك وزيرين من الأقباط ومحافظ واحد، بالإضافة إلى وجود مجموعة من رجال الأعمال الأقباط مثل نجيب ساويرس المعروف بكونه من أنجح رجال الأعمال المقيمين في مصر، في ذلك الوقت. يواجه حالياً الأقباط اضطهاداً وتهميشاً مع تعرض كنائسهم للهجمات بصورة منهجية، حيث لا يوجد قبطي واحد تم تعيينه في الحكومة المصرية،[متى؟] أو يعمل كمحافظ.[متى؟] لا يقيم نجيب ساويرس في مصر بعد الآن، ولا يوجد أقباط معينين في الجامعات الحكومية.[متى؟] وبحسب تقرير لبي بي سي تعرض الأقباط على مدار العقود الماضية لأحداث عنف واعتداءات، استهدفت أشخاصاً ممتلكات وكنائس، لأسباب مختلفة بعضها عقائدي والآخر جراء خلافات حول بناء الكنائس ومعاملات تجارية وكذلك علاقات عاطفية لرجال مسيحيين مع مسلمات. وتلوم الحكومة والمصادر المصرية الأخرى سلوك القبائل في المناطق الريفية في مصر على جزء كبير من العنف. يقول الأقباط أيضًا أن الدولة تميّز بينهم وبين المسلمين في كثير من مناحي الحياة اليومية، كتخفيض مدة الخدمة العسكرية ستة أشهر لمن يحفظ القرآن مقابل عدم وجود مثل هذا الامتياز للمسيحيين، فضلاً عن عدم وجود أو وجود نسبة قليلة جدًا في المسيحيين يشغلون مناصب هامة، كضباط في الجيش أو عمادات في الجامعات، بل حتى أن الإذاعة المصرية تخصص 20% من برامجها للبرامج الدينية الإسلامية دون أن تلحظ أي نسبة للمسيحيين.
يشتكي الأقباط من أن النزاعات بين المسيحيين والمسلمين والتي غالباً ما يتم حلها على شكل «مجالس المصالحة»، تفضل دائماً المسلمين. ويشكو بعض الأقباط من أن الشرطة لا ترد عندما ترتكب جرائم ضدهم. لا يُسمح للمبشرين الأجانب بالوصول إلى الدولة إلا إذا قيّدوا أنشطتهم على المعونات الاجتماعية والامتناع عن التبشير. وفقاً لتقرير «بيو فورم» الصادر في أغسطس عام 2011 بعنوان «القيود المتزايدة على الدين»، فإن مصر تفرض قيوداً حكومية كبيرة على الدين، فضلاً عن الأعمال العدائية الاجتماعية المرتفعة للغاية. وقد تؤدي هذه العوامل ببعض المسيحيين، وخاصةً المرتدين عن الإسلام، إلى توخي الحذر من الكشف عن عقيدتهم. وقد تخفض سجلات الحكومة أيضًا عدد المسيحيين. ووفقاً لتقارير إخبارية، على سبيل المثال، فقد اشتكى بعض المسيحيين المصريين من أنهم مدرجون في بطاقات الهوية الرسمية كمسلمين.
وقعت صدامات طائفية متزايدة من حيث العدد والشدّة منذ انتفاضة 2011. في محافظة المنيا وحدها، وثقت «المبادرة المصرية للحقوق الشخصية»، وهي منظمة مستقلة، 77 واقعة من هذا النوع منذ 25 يناير من عام 2011. والمنيا، التي يُقدر عدد المسيحيين فيها بثلث السكان، شهدت أيضاً اعتداءات عنيفة ضد المسيحيين في الفترة الأخيرة. وطالبت منظمة هيومن رايتس ووتش في عام 2016 البرلمان والحكومة المصرية اعتماد تشريعات وسياسات تضمن حماية الأقلية المسيحية المصرية من العنف الطائفي، مثل التحقيق الجاد في وقائع العنف الطائفي ومحاسبة المشاركين في العنف ضد المسيحيين والمحرضين عليه، فضلاً عن المسؤولين المتقاعسين عن اتخاذ جميع الخطوات المسؤولة المتاحة لتوفير الحماية والمحاسبة.
وفقاً لمركز بيو للأبحاث خلال الاضطرابات في مصر في عام 2013، واجه المسيحيون استمرار العنف. حيث تعرضت ما يصل إلى 52 كنيسة للهجوم في جميع أنحاء مصر في فترة 24 ساعة في عام 2013، وفقاً لبعض التقارير. وحتى قبل ذلك، أصدرت 16 جماعة لحقوق الإنسان بياناً أدانت فيه الهجمات الطائفية المستمرة. وبحسب مركز بيو للأبحاث يقول حوالي ثلث (35%) من المسلمين المصريين إن جميع المسلمين في بلدهم، أو الكثير منهم، معادون للمسيحيين، وفقاً لمسح أجراه مركز بيو للأبحاث حول مسلمي العالم. ونحو نصف (50%) من تم استطلاع آرائهم من المسلمين في مصر يقولون إن كل أو معظم أو كثير من المسيحيين معادون للمسلمين، وهو أعلى نصيب في 26 دولة سئل فيها السؤال. وبحسب مركز بيو للأبحاث عام 2010 انقسم المسلمون المصريون بالتساوي تقريباً في نظرتهم إلى المسيحيين، حيث أظهر 48% منهم آراء إيجابيَّة بينما قال 47% إن لديهم آراءاً سلبيَّة.
بحسب سي إن إن تزايد الاضطهاد والتمييز ضد المسيحيين الأقباط في مصر منذ الإطاحة بنظام حسني مبارك في عام 2011. وبحسب مؤسسة كارنيغي للسلام الدولي واجه الأقباط التمييز والاضطهاد في ظل نظام حسني مبارك والحكومات الانتقالية التي جاءت بعده. وأشار التقرير أن العنف ضد الأقباط خلال السنوات الأربعين الماضية ظهر نتيجة تقاطع الخطاب الديني والسيطرة الإستبدادية، حيث روّج محمد أنور السادات للإسلام في الحياة العامة وأعاد بناء الدولة البوليسية الناصرية كوسيلة لتعزيز موقفه السياسي. ويشير التقرير أن الأقباط يواجهون أشكالاً عديدة من التمييز اليومي، إذ مُنِع الأقباط في العادة من تقلّد المناصب القيادية، وكذلك المناصب التي تُعَدّ حسّاسة بالنسبة إلى الأمن القومي، ومن المستويات العليا في جهاز الأمن إلى خطوط الجبهة التربوية حيث يُمنَع الأقباط من تدريس اللغة العربية. وبحسب تقرير حقوق الإنسان في مصر التابع للحكومة الأمريكية عام 2017 أبلغت جماعات حقوق الإنسان المحلية والدولية عن عدة حالات قامت فيها السلطات بتوجيه أو إدانة أفراد بموجب ما يسمى بقانون التجديف، والتي استهدف في المقام الأول المسيحيين ولكن كان من بينهم مسلمين أيضاً. وبحسب تقرير لشاؤول جاباي، مدير، معهد الأبحاث العالمية ومركز بوزنر للتنمية الدولية يعود اضطهاد المسيحيين في مصر إلى قرون، لكن في السنوات الأخيرة شهد الموضوع اهتماماً أكبر في الأوساط الأكاديمية وبين عامة السكان المهتمين. وتشير ملخص الدراسة أن أن اضطهاد المسيحيين في مصر لا يقتصر على مجموعة أو أخرى بل إنه منتشر على نطاق واسع في المجتمع المصري. وأشار تقرير لمنظمة هيومن رايتس ووتش إلى سن قانون مصري جديد لبناء الكنائس يميّز ضد المسيحيين في عام 2016، ويشير التقرير «وقعت في الآونة الأخيرة حوادث عنف ضد مسيحيين خلّفت قتيلا وعدد من المصابين مع أضرار كثيرة لحقت بممتلكات، وكانت مدفوعة أو مسبوقة بغضب في أوساط بعض المسلمين جراء إنشاء كنائس أو ادعاءات بإنشاء كنائس. حتى عندما قامت السلطات بتوقيف مشتبهين، فنادراً ما قامت بملاحقتهم أمام القضاء، ما هيأ لمناخ من الإفلات من العقاب على جرائم العنف التي تستهدف المسيحيين»، ويشير التقرير أنه على الرغم من تعهد الرئيس عبد الفتاح السيسي باحترام حرية المعتقد الديني وقيامه بزيارات لجموع الأقباط. لكن السلطات أخفقت في حماية المسيحيين الأقباط من اعتداءات عنيفة، ولجأت بدلا من حمايتهم إلى فرض جلسات «صلح» مع جيرانهم المسلمين، أدت إلى حرمانهم من حقوقهم، والسماح للمعتدين بالإفلات من العدالة. وفي بعض الحالات، أُجبر مسيحيون على ترك بيوتهم وقراهم وبلداتهم.
في عام 2017 نشرت مجلة فوربس تقريراً حول أوضاع المسيحيين في مصر، وقد وصفت الباحثة والحقوقية إيويلينا يو. أوهاب الوضع بالاضطهاد، وأنتقدت الرد على اضطهاد المسيحيين بما في ذلك الهجمات الإرهابية والذي أعتبرته هو في الغالب رد فعل وليس وقائي. حيث تستجيب الخطوات المتخذة لهجوم واحد، بدلاً من التعلم من حوادث العنف المتكررة لمنع المزيد من الهجمات. ووفقاً لتقرير للمفوضية السامية للأمم المتحدة لشؤون اللاجئين عام 2015 بعد عزل الرئيس محمد مرسي في عام 2013، تسببت موجة من الهجمات ضد الأقباط في تدمير ونهب عشرات الكنائس والممتلكات المسيحية، وتشير أنه وفقاً للجنة الأمريكية للحرية الدينية الدولية، استمرت هذه الهجمات الطائفية خلال وبعد فترة مرسي، بما في ذلك "مستوى غير مسبوق من العنف" ضد الأقباط في أغسطس 2013. ويشير التقرير أن مصادر تؤكد أن الأقباط يعانون من "التمييز"، وقال أستاذ مساعد في دراسات الشرق الأوسط في جامعة كيل، المتخصصة في مصر المعاصرة، إن خطر العنف بالنسبة للأقباط هو نفسه في عام 2014 و"منذ انتخاب الرئيس السيسي"، مشيراً إلى أنه على الرغم من أن العنف الطائفي قد انخفض بالمقارنة مع عام 2013، فإن التوترات والتهديد بالعنف الطائفي المحتمل تظل مشكلة مستمرة". ووفقاً لليلا جيلبرت من مركز الحرية الدينية في عام 2018 تشيد التقرير بالجهود التي بذلتها الحكومة المصرية مؤخراً لتوفير العزاء والإحساس بالتضامن مع المسيحيين الأقباط في مصر الذين طالت معاناتهم، لكنها فشلت في توفير الحماية للمسيحيين.
وفقاً لصحيفة لوس أنجلوس تايمز أثار الهجوم عام 2017 على الأقلية القبطية المحاصرة تساؤلات حول ما إذا كانت حكومة الرئيس عبد الفتاح السيسي تقوم بما يكفي لحمايتها. وتشير إلى أن الأقباط المصريون وهم من أقدم فروع المسيحية، عانوا طويلاً من الاضطهاد والتمييز. ووفقاً لمجلة ذا أتلانتيك على مدى قرون، عاش الأقباط والمسلمون جنباً إلى جنب، وكانت العلاقات بينهم محفوفة بالتمييز والاضطهاد، تتخللها فترات من التعايش والإستيعاب. وبحسب تقرير سي إن إن عام 2017 تم استهداف المسيحيين الأقباط عبر التاريخ، ولا سيما في ظل الإمبراطورية البيزنطية وبشكل دوري بعد الفتح العربي في القرن السابع. حيث أن يقال إن خليفة إسلامي في العام 1000 تقريبًا دمر 3,000 كنيسة قبطية وأرغم أعدادًا كبيرة من الأقباط على التخلي عن عقيدتهم. وأشار التقرير أيضاً إلى وجد تمثيل مسيحي قليل في الحكومة في مصر، حيث يضم البرلمان الحالي 36 من المسيحيين من بين 596 عضواً، وتم منح 24 من الممثلين المسيحيين مقاعد من خلال نظام حصص قائمة على الدين، وفقاً لتقرير صادر عن مؤسسة بروكينغز. ويرى تقرير بروكينغز أن العديد من الأقباط يعانون من التمييز الروتيني رغم الحماية بموجب القانون المصري، حيث بينما يضمن دستور 2014 حرية «مطلقة» للدين، ولكنه أيضًا يعلن الإسلام دين الدولة الرسمي ويحظر على التحول من الإسلام إلى أي دين آخر. وينص الدستور أيضاً على عقوبات قاسية للتجديف، وقد قامت الحكومة برئاسة الرئيس الحالي عبد الفتاح السيسي بمحاكمة العديد من قضايا التجديف البارزة، وفقاً لما ذكرته مؤسسة بروكنغز.
في أواخر 2017، أثارت مناقشة «الكونجرس» الأمريكي لمشروع قرار ينتقد «ازدياد التعصب الطائفي والهجمات الإرهابية ضد المسيحيين في مصر»، جدلا داخل الأوساط السياسية والكنسية في مصر، خاصة بعد إحالته إلى لجنة العلاقات الخارجية بالكونجرس. انتقدت «المؤسسة المصرية للتدريب وحقوق الإنسان» المناقشات بالكونجرس الأمريكي حول ما أسموه «اضطهاد الاقباط» في مصر، وأكدت المؤسسة أن المنظمة صاحبة التقرير «منظمة دينية تضم أبناء ديانة واحدة، ما يعكس تركيبة طائفية لأعضائها، وهي تتحدث عن اضطهاد ديني تتهم أبناء ديانة أخرى بممارسته»، واتهمت التقرير بالانحياز وعدم دقة مضمونه ومصداقيته وأهدافه الأساسية، وأشار البيان إلى أن المنظمة لم تشير إلى مؤشرات تؤكد وجود اضطهاد للأقباط المصريين أو وجود دلائل مؤكدة عن قرارات رسمية أو توجيهات صادرة عن مؤسسات الدولة بممارسة سياسات وتنفيذ إجراءات اضطهاد للاقباط. مشروع القرار الأمريكي أشاد بأن الرئيس عبد الفتاح السيسي، في يناير 2015، كان أول رئيس مصري يظهر في قداس عيد الميلاد، إلا أنه أشار إلى أن مصر أصدرت قانونا جديداً يتعلق ببناء الكنائس في أغسطس 2016، لكنه لم يرفع أعباء كبيرة على القدرة على بناء الكنيسة. وكانت هيومن رايتس ووتش قد انتقدت قانون عام 2016 والذي اعتبرته مميزاً ضد المسيحيين، بينما حظى القانون بترحيب قادة الطوائف القبطية في مصر. وقد اعترض الأب بطرس دانيال، مدير المركز الكاثوليكي للسينما على القول بأن المسيحيين يعانون الاضطهاد أو التمييز في مصر، مؤكدا أن «الأمر يتعلق بأجندة خفية ليست لها علاقة بالقلق على أوضاع المسيحيين كما يدعون»، إلا أنه اتفق مع الحاجة لإصلاح التعليم لضمان جعله محايد دينيا وإعطاء أولوية لحقوق الإنسان وسيادة القانون، واتفق معه المستشار منصف سليمان، عضو المجلس القومي لحقوق الإنسان وممثل الكنيسة الأرثوذكسية في اللجنة المكلفة بوضع قانون موحد للأحوال الشخصية بين الطوائف المسيحية، رافضا «التدخل الأجنبي في شؤون المسيحيين»، وأضاف أن «الكنيسة الأرثوذكسية طالما رفضت هذا الأمر على مدار تاريخها»، ويرى أن أي أزمة يجب حلها داخليا.
في عام 2018 قامت المنظمة التبشيرية المسيحية أبواب مفتوحة والتي تهدف «لدعم المسيحيين المضطهدين» و«زيادة الوعي حول الاضطهاد العالمي»، بتصنيف مصر في المرتبة 17 في قائمة «أكثر دول العالم اضطهاداً للمسيحيين»، وأشارت أن «الكنيسة في مصر تحت ضغط مستمر». وكان سبب التصنيف هو كون المسيحيين أهداف للدولة الإسلامية في العراق والشام - ولاية سيناء والتي تقوم بهاجمة الكنائس بانتظام. وبحسب التقرير تتكرر الهجمات بشكل خاص خلال الاحتفالات الدينية مثل عيد القيامة وعيد الميلاد. وتدعي المنظمة أن المسيحيين الأقباط «يتعرضون للتمييز من قبل مجتمعاتهم، وتُسرق أراضيهم ويطردون، ويعيشون بموجب قوانين قمعية تفرضها الدولة». وأن «المسيحيون يعتبرون عادةً مواطنين من الدرجة الثانية، ويتم تجاهل حقوق الإنسان الأساسية للمسيحيين في مصر، حيث وبحسبها يواجه المسيحيون مستوى عال من الضغط من المجتمع المصري والعنف من قبل المتطرفين الإسلاميين». وتوفي أكثر من 75 مسيحياً في هجمات قام بها متطرفون إسلاميون في عام 2017 وحده. وبحسب التقرير «شجعت التعاليم اليومية للأئمة المتعصبين على زيادة العداء والعنف تجاه المسيحيين». وقد انتقدت المؤسسة المصرية للتدريب وحقوق الإنسان تقارير المنظمات الدينية الأجنبية حول وجود اضطهاد للأقباط واتهمتها بالانحياز وعدم الدقة.
وبحسب وكالة رويترز عام 2018 يشكو الأقباط منذ فترة طويلة من الاضطهاد وعدم الحماية الكافية. وقال أسقف بارز لوكالة رويترز أن الحكومة المصرية بحاجة إلى بذل المزيد لحماية المسيحيين الأقباط في البلاد من «موجة من الاضطهاد» بعد التفجيرات التي قتلت العشرات الأقباط. وبحسب العربي الجديد فإن الأقباط في عهد الرئيس عبد الفتاح السيسي يعانون من الانتهاكات وتزايد القمع، كما وثقت «العربي الجديد» الانتهاكات التي وقعت بحق الأقباط خلال عام من حكم السيسي، منها تهجير 17 أسرة قبطية في بني سويف نهاية مايو عام 2014، برعاية أمنية على خلفية توترات واعتداءات طائفية.

#### التحول الديني
بحسب تقرير الحريّة الدينية الصادر عن وزارة الخارجية في الولايات المتحدة الإمريكية سنة 2007 فإن مصر تعتبر دولة منتهكة ومقيّدة للأقليات الدينية، كذلك تعتبر دولة تميّز بين مواطنيها على أسس دينية رغم كون التشريعات النافذة في البلاد تكفل المساواة. تقرير الحريات الدينية استند إلى عدّة معطيات منها، أن الدولة المصريّة لا تقبل التحوّل من دين إلى دين باستثناء باتجاه الإسلام السنّي، أحدث هذه الحالات هي حالة محمد حجازي الذي رفع دعوى قضائية للتحول وزوجته إلى المسيحية غير أنّ القضاء المصري رفض الدعوى، ويورد الناشطون الأقباط حالات أخرى مماثلة لهذه الحالة. أما في عدد آخر من الحالات مثل مجدي علام يغادر من يود اعتناق المسيحية مصر، ويقيم خارجها. هناك قضية شائكة أخرى ترتبط بقضية التحوّل الديني لعلّ أبرز رموزها وفاء قسطنطين وكاميليا شحاتة، فبينما تقول جهات إسلامية أن المذكورتين قد اعتنقتا الإسلام بطوع إرادتهما، يصرّ الأقباط على حالات خطف وإكراه للفتيات على اعتناق الإسلام ولا يقتصر الأمر على الحالتين المذكورتين، حيث سلّمت السيدتين إلى السلطات الكنسيّة من جديد، بل تورد بعض الجهات القبطية -غير المعترف بها من الكنيسة- حالات أخرى في مواقع على الإنترنت تعدها الكنيسة رسمياً مشبوهة. ووفقا لتقارير، تجبر المئات من النساء والفتيات المصريات المسيحيات المختطفات على اعتناق الإسلام والزواج من رجال مسلمين، إلا أنه وفقا لإسحاق إبراهيم -خبير قبطي في القضايا الدينية من المبادرة المصرية للحقوق الشخصية- فإن العديد من الحالات ليست دائماً كما تبدو، حيث قال: «كثيراً ما تقول العائلات إن البنات قد تم اختطافهن لإثارة اهتمام وسائل الإعلام والشرطة»، مضيفا: «بعض الفتيات فقط يريدون التحول إلى الإسلام، والكثير منهم يريدون تغيير دينهم لأنهم يحبون رجلا مسلما»، ووفقاً لتقديرات رجال دين أرثوذكس سنة 1999، نسبة كبيرة من حالات اعتناق الإسلام في مصر هي لإناث وتكون في الغالب بين الطبقات الفقيرة وناتجة عن الهروب من مشاكل داخل الأسرة المسيحية أو الزواج من شركاء أفضل حالاً، على الرغم من عدم وجوب اعتناق الإسلام بمجرد الزواج، ولكن الكثير منها يفعل ذلك. وغالباً ما يؤدي التحويل إلى الإسلام إلى انقطاع تام في الإتصال بين العائلة المسيحية وأفراد العائلة الذين تم تحويلهم. وغالباً ما يكون رد فعل العائلات المسيحية عاطفيا، وكثيرا ما يتهمون المسلمين باختطاف المسيحيين الشباب.
بحسب تقرير تشرته المفوضية السامية للأمم المتحدة لشؤون اللاجئين تمارس الجماعات الإسلامية تحويل قسري لأفراد الجماعة من الجماعة القبطية إلى الإسلام، والتي بحسب التقرير «يتم نشرها إلى حد كبير كتكتيك مهين نفسياً ضد الأقلية، وتمارسه الجماعات الإسلامية في ظل تلاعب الشرطة وتعاونهم»، خصوصاً بين الأقباط الفقراء، ويشير التقرير إلى وجود تقارير موثوقة عن قيام مسلحين متشددين باختطاف نساء مسيحيات، في كثير من الأحيان بالتعاون مع الشرطة المحلية، من أجل إجبارهم على اعتناق الإسلام. وفي بعض الحالات كانت هناك تقارير موثوقة عن الإكراه البدني، بما في ذلك الإغتصاب. وأشار تقرير نشرته المفوضية السامية للأمم المتحدة لشؤون اللاجئين عام 2015 أنه وفقاً لرابطة المنظمات غير الحكومية المصرية لضحايا الاختطاف والاختفاء القسري، بين يناير من عام 2011 ومارس من عام 2014، تم اختطاف 550 فتاة قبطية، وإجبارهن على التحول إلى الإسلام، وإجبارهن على الزواج من الخاطفين. ويشير نفس المصدر إلى أن 40% من الفتيات تعرضن للاغتصاب قبل التحويل القسري إلى الإسلام والزواج.
ووفقاً لتقرير صادر عن وزارة الخارجية الأمريكية بذلت الحكومة جهودًا نحو تعددية دينية، ومع ذلك، فإن التعصب على المستوى الثقافي والسياسي لا يزال قائمًا وفقاً لمصادر. وتم استهداف المجتمع القبطي من خلال جرائم الكراهية على أيدي المتطرفين الإسلاميين. وفقا للمنظمة المسيحية «القلق المسيحي الدولي» أنه في فبراير من عام 2001، أحرق المسلمون كنيسة مصرية جديدة وبيوت 35 مسيحيًا، وأنه في إبريل من عام 2001، اختطفت فتاة مسيحية مصرية تبلغ من العمر 14 عاماً لأن والديها يعتقد أنهما يؤويان شخصًا تحول من الإسلام إلى المسيحية. في حين أن الدستور المصري يضمن حرية الدين، فإن «المصريين قادرون على التحول إلى الإسلام بشكل عام دون صعوبة، لكن المسلمين الذين يعتنقون المسيحية يواجهون صعوبات في الحصول على أوراق هوية جديدة، وبعضهم تم اعتقاله بتهمة تزوير». ولا تعترف الحكومة رسمياً بالتحول من الإسلام إلى المسيحية؛ كما لا يسمح أيضًا بالزواج بين الرجل المسيحي والمرأة المسلمة، وهذا يمنع الزيجات بين المتحولين إلى المسيحية وأولئك الذين ولدوا في العائلات المسيحية، كما يؤدي إلى تحول أطفال المتحولين المسيحيين إلى مسلمين وتعليمهم كمسلمين. ومن الجهة الأخرى يبذل المجتمع القبطي جهودًا كبيرة لمنع التحويلات من المسيحية إلى الإسلام نظرًا لسهولة تحول المسيحيين إلى مسلمين. ويكثف المسؤولون الحكوميون، كونهم من محافظين عادةً، من تعقيد الإجراءات القانونية اللازمة للاعتراف بالتغيير الديني حسبما يقتضيه القانون. في بعض الأحيان، تزعم وكالات الأمن أن مثل هذه التحولات من الإسلام إلى المسيحية (أو العكس) قد تثير اضطرابات اجتماعية، وبالتالي تبرر نفسها في احتجاز الأشخاص الخاضعين للشروط، وتصر على أنها ببساطة تتخذ خطوات لمنع حدوث مشاكل اجتماعية محتملة. وفي عام 2007، رفضت محكمة إدارية بالقاهرة لطلب 45 مواطناً بالحق في الحصول على أوراق هوية تثبت عودتهم إلى المسيحية بعد أن تحولوا إلى الإسلام. ومع ذلك، في فبراير من عام 2008، ألغت المحكمة الإدارية العليا القرار، مما سمح لحوالي 12 مواطناً عادوا إلى المسيحية بإعادة إدراج دينهم على بطاقات الهوية، لكن فرض عليهم ذكر أنهم تحولوا الإسلام لفترة وجيزة.

#### بناء الكنائس
المنحى الثاني من مناحي التمييز على أسس دينية يتمثل بقضية بناء الكنائس في مصر؛ حيث كان حتى وقت قريب التشريع المعتمد هو الخط الهمايونى الصادر عن الدولة العثمانية عام 1856، ومن ثم أضافت إلى وزارة الداخلية المصرية عام 1934 ما يعرف باسم «الشروط العشرة»، مرفقًا بموافقة أمنية، وهو ما جعل بناء الكنائس حسب رأي البعض شبه مستحيل؛ في حين صرّح البعض أن بناء الكنائس بما فيها الشروط العشرة هو أسهل من بناء المساجد. يضاف إلى ذلك أن بناء الكنائس كان يحتاج حتى فترة قريبة إلى مرسوم من رئيس الجمهورية وكذلك ترميمها، وقد نقلت هذه الصلاحية عام 2005 إلى المحافظين، غير أنه قد تم الحفاظ على الشروط العشرة والموافقة الأمنية قبلاً؛ ويقدّم الأقباط ملفات عديدة تتعلق بتعويق ترميم كنائس أو بناء كنائس جديدة؛ دار الجدل حديثًا في مصر حول الانتهاء من هذه القضية بوضع قانون موحد لبناء دور العبادة؛ وقد نقلت أيضًا تصريحات عن عدد من الدعاة الإسلاميين من أمثال خالد الجندي وسواه، بأنه يجوز بناء الكنائس.
تطلب الحكومة تصاريح لإصلاح الكنائس أو بناء كنائس جديدة، والتي كان يتم حجبها في كثير من الأحيان، ونتج عن ذلك المرسوم العثمانى بناء مئات الكنائس دون ترخيص، وبتفاهمات وموافقات حكومية، (وهي نفس الكنائس التي جاء القانون الجديد لتقنين أوضاعها ومنحها صفة الرسمية) وطلبت المادة 235 من مسودة الدستور لعام 2013 من الهيئة التشريعية المقبلة وضع قانون من شأنه إزالة القيود المفروضة على بناء الكنائس. في عام 2016، عمل البرلمان على تمرير مشروع قانون يسهل للمسيحيين الحصول على إذن من الحكومة لبناء الكنائس، إلا أن أسقف المنيا حذر من أن مسؤولي الأمن «سيقومون بإيقاف ذلك». رأى رؤساء الطوائف المسيحية في القانون «تصحيح لخطأ استمر أكثر من 100 عام»، وقال البابا تواضروس عن القانون في تصريحاتٍ له «جاء ليضمد جراحات استمرت طويلاً من أجل الاستقرار والمواطنة، ولقد كان هناك إجماعًا في مجلس النواب على إقرار القانون فيما عدا أفراد قلائل، وقد علت الهتافات يحيا الهلال مع الصليب». ووصف القس الدكتور أندريه زكى رئيس الطائفة الإنجيلية (ثاني أكبر الطوائف المسيحية في مصر) قانون بناء الكنائس «بالنقلة الحضارية التي ترسخ مبدأ المواطنة التي نادى بها الدستور المصرى»، واعتبر محامي الكنيسة الكاثوليكية القانون حلا للكثير من مشكلات بناء الكنائس. أما فيما يتعلق بالكنائس الجديدة، فقد صدرت عشر قرارات جمهورية لتخصيص أراضى جديدة لبناء كنائس في المدن الجديدة، وأكد القس أندريه زكى أن الدولة تخصص قطعة أرض في كل مدينة جديدة لبناء كنيسة لكل طائفة مسيحية، وهو ما حدث في عدد من المدن الجديدة مثل القاهرة الجديدة والسادس من أكتوبر وغيرها.

#### السياسة
في مجلس النواب المصري (مجلس الشعب سابقا) عن دورة 2010 بلغ عدد النواب الأقباط سبعة نواب فقط أي 1.5% من مجموع المجلس، وبعد أن عيّن الرئيس السابق حسني مبارك عددًا من النواب الأقباط ضمن قائمة النواب المعينين حسب الدستور المصري فإن العدد ارتفع إلى أحد عشر نائبًا فقط أي 2% من مجموع المجلس، إلا أنه في برلمان 2015 أصبح العدد 39 قبطيا بينهم 36 عن طريق الانتخاب، وتم وصف ذلك بأنه عبر عن «تغير في مزاج الناخب المصري»، وأنه يتحدى دعاوى الاضطهاد، خاصة أن الكثير من الدوائر الانتخابية التي فاز فيها الأقباط لا تضم كتلا تصويتية مسيحية. وأوضح الخبراء أن هناك أسبابا كثيرة وراء قلة تمثيل الأقباط في المجالس النيابية السابقة، منها ما يرجع إلى عزوف الأقباط أنفسهم، وعدم رغبتهم في المشاركة السياسية، فضلاً عن وجود حالة من «الانغلاق الكنسي»، بالإضافة إلى أسباب تتعلق بالأجواء التحريضية التي كانت سائدة في السابق، والتي كانت تقف خلفها بعض التيارات الدينية المتطرفة، بينما ترى الكاتبة إكرام يوسف أن «أسباب قلة عدد الأقباط في البرلمان المصري، أنهم يتعاملون مع الأمر على أنهم أقباط، بمعنى أن التصويت لهم أو ضدهم طائفي في الأساس، بينما المطلوب أن يُنتَخَب البرلماني باعتباره مصري فقط، وهذه مسألة تحتاج إلى جهد في التوعية، يقوم به من يهمهم أمر التغيير في هذا البلد، بمعنى ألا يتوجه الناخب القبطي للكنيسة طلبًا للمساعدة، ولكن ينسج علاقة سليمة مع ناخبيه، بصرف النظر عن انتماءاتهم الدينية»، وترى أيضا أن الحكومات السابقة كان لها دور بسبب عدم نشر التوعية بشكل مناسب حول دور نواب الشعب.
وفقاً لسارة يركيس، فإن هناك «فجوة كبيرة» بين حقوق الأقباط والأقليات الأخرى الموجودة في القانون وفي الممارسة، وترى أنه على الرغم من دعم السيسي الظاهر للأقباط الذي أكسبه مديحا عالميا، إلا أنه فشل برأيها في الإقرار بوجود تمييز ضد الأقباط في التطبيق العملي، مثل انخفاض تمثيلهم في الحكومة، وترى أنه على الرغم من تحسن تمثيل الأقباط في مجلس النواب إلا أنه مايزال غير كاف. لدى الأقباط أيضاً تمثيل ضئيل في الحكومة، مما يجعلهم يخشون أن يكون هناك أمل ضئيل في التقدم. بينما يرى البابا تواضروس أن تمثيل الأقباط في الحكومة المصرية محكوم بالكفاءة فقط، وأوضح أن «ما يهم المصريين أن تكون الوزارة ذات كفاءة، لا ديانة وزرائها، مؤكدا أن تميز الوزير هو الذي يشغل بال المواطن.»

#### الهجرة
وفقاً لمصادر بدأ الشتات القبطي بالدرجة الأولى في عقد 1950 نتيجة للتمييز واضطهاد الأقباط والأوضاع الاقتصادية في مصر. وبعد وصول جمال عبد الناصر إلى السلطة، تدهورت الأوضاع الاقتصادية والاجتماعية، وهاجر كثير من المصريين الأغنياء، وخاصةً الأقباط، إلى أوروبا والولايات المتحدة. ووفقاً لصبري حسنين، بعد قيام ثورة 23 يوليو 1952 مباشرة، بدأت أولى موجات هجرة الأقباط للخارج، ومع صدور قانون التأميم، لا سيما أن الأقباط كانوا أكثر المصريين ثراء، وبعد انتزاع بعض أملاكهم سارعوا للهجرة إلى دول أميركا وأوروبا وكندا، ثم توالت الموجات مع اندلاع أي حادث له صبغة طائفية، وازدادت الهجرة بعد حرب عام 1967، وشهدت الفترة التي حكم الرئيس أنور السادات فيها العديد من موجات الهجرة، ووفقاً لكين باري زادت هجرة الأقباط الأفقر والأقل تعليماً بعد عام 1972، عندما بدأ مجلس الكنائس العالمي والجماعات الدينية الأخرى في مساعدة الهجرة القبطية. غير أنها زادت في عهد الرئيس السابق حسني مبارك، لا سيما بعد تردي الأحوال الاقتصادية وهو السبب الأساسي، بينما كان السبب الظاهري هو المعاناة من الاضطهاد الديني. ووفقاً للباحث جودت جبرا ازداد هجرة الأقباط المصريين تحت قيادة أنور السادات وتحت حكم حسني مبارك. وكان العديد من الأقباط المهاجرين هم من خريجي الجامعات في المواضيع المهنية، مثل الطب والهندسة. غير أن قيادات الكنيسة لا ترحّب بهجرة الأقباط للخارج، وتعتبرها نوعاً من الهروب، وأكد سنة 2011 الأنبا مرقس أسقف شبر الخيمة إن «هناك عمليات شحن طائفي ضد الأٌقباط من قبل بعض التيارات الإسلامية المتطرفة، لكن السواد الأعظم من المصريين من المعتدلين، ويعيشون مع إخوانهم الأقباط في سلام ومحبة». وفقاً لبعض المحللين، هناك ثلاثة أسباب يمكن وضعها ركائز رئيسية لأسباب هجرة بعض المسيحيين، الأول ممثلة بالعامل الاقتصادي وتدهور الحالة المعيشية وهو بكل الأحوال يفتح مجالاً لهجرة عامة غير أنها أعلى في أوساط المسيحيين، العامل الثاني يتمثل «بالتفريق في المعاملة» بين المسيحيين وسواهم والثالث هو تصاعد الحركات الأصولية الإسلامية كما حصل أواخر السبعينات وأوائل الثمانينات في مصر، يتبنى جمال أسعد المفكر القبطي السبب الأول، ويرى أن «الهدف من تهافت الأقباط على الهجرة للخارج ليس الشعور بالاضطهاد، ولكن الرغبة في الحياة الأفضل في أوروبا وأميركا وأستراليا»، ويرى أنهم يستغلون الحوادث الطائفية في تقديم طلبات الهجرة للخارج، لا سيما أن في ظل خلق حالة من التعاطف في أعقاب كل حادث، وترويج أقباط المهجر أقاويل مفادها أن الأقباط في مصر يعانون اضطهادا منهجيا. واتفق رفعت سيد أحمد رئيس مركز يافا للدراسات والأبحاث مع تفسير «الأسباب الاقتصادية» في عملية التوجه للهجرة للخارج، مع وجود تسهيلات كبيرة تمنح للأقباط من دول أوروبا وأميركا وفقاً له.

### ليبيا
تعتبر الكنيسة القبطية الأرثوذكسية كبرى الكنائس الأرثوذكسيَّة في ليبيا، والتي يتبعها حوالي 60,000 قبطي، ولدى أقباط البلاد جذور تاريخيَّة وثقافيَّة مشتركة مع مصر. في عام 2015 قام تنظيم داعش بإعدام 21 مصريًّا قبطيًّا تحت عنوان رسالة موقعة بالدماء إلى أمة الصليب. حيث بث تنظيم الدولة فيديو تظهر عملية ذبح هؤلاء الأقباط على إحدى السواحل يشار إليها على إنها في ليبيا. وأظهرت الصور معاملة مشينة من عناصر داعش للأسرى، حيث ساقهم واحدًا واحدًا. وأعلن رئيس مصر عبد الفتاح السيسي عن الحداد الوطني لمدة سبعة أيام ودعا إلى عقد اجتماع عاجل مع أكبر جهاز أمني في البلاد. في خطاب متلفز، أعلن السيسي أن بلده يحتفظ «بالحق في الانتقام». كما كرر عرضًا لتسهيل إخلاء المصريين من ليبيا وفرض حظر السفر على المواطنين إلى ليبيا. كما أدان الأزهر الحادث. وفي 16 فبراير / شباط قام الجيش المصري بغارات جوية على منشآت داعش في ليبيا. استهدفت الغارات الجوية مواقع تدريب داعش ومخزونات الأسلحة. وبحسب ما ورد قُتل حوالي 40-50 متشدداً وتم القبض على 55.

## أحداث في العصر الحالي

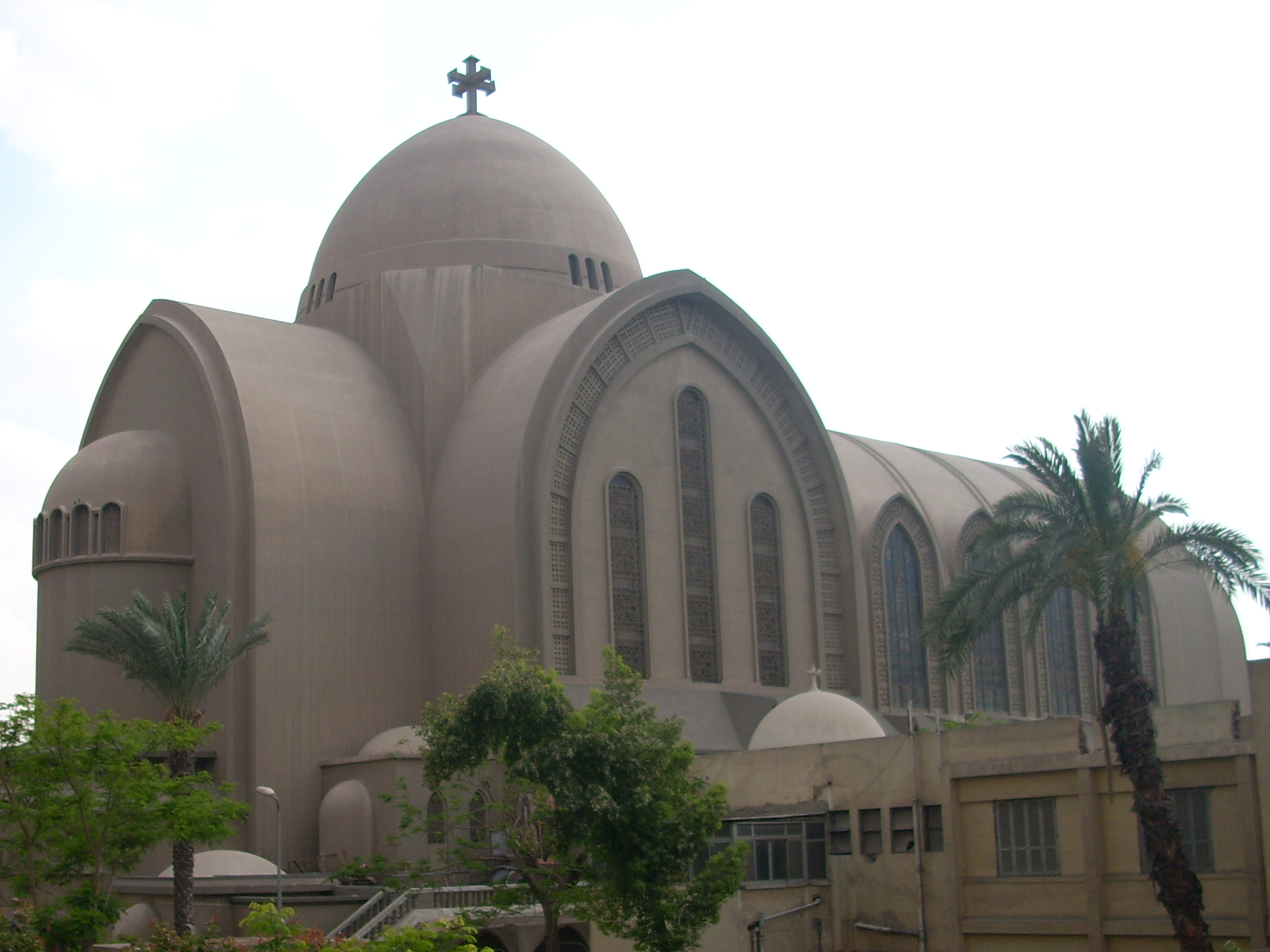
في عام 2011 تعرضت الكنيسة البطرسية لتفجير من قبل تنظيم الدولة الإسلامية (داعش).

### أحداث الخانكة
بدأت أبرز أحداث العنف الطائفي ضد الأقباط عام 1972، في حي الخانكة بمحافظة القليوبية، شمال العاصمة القاهرة. قام بعض الأشخاص بإحراق وإزالة مبنى تابع لجمعية مسيحية كان يجري العمل لتشييده كنيسة. وتبع ذلك أحداث أخرى، جرى احتواءها وقتها، خاصةً في محافظة أسيوط، جنوبي مصر.

### أحداثالزاوية الحمراء
وفقاً لبي بي سي يعتبر الكثيرون أحداث حي الزاوية الحمراء، في عام 1981، في العاصمة المصرية القاهرة، أحد أكبر الأحداث الطائفية، والتي شهدت سقوط قتلى. وكان الرئيس المصري الأسبق، محمد أنور السادات، قد رفض وصف هذه الأحداث بأنها «فتنة طائفية»، وقال إنها خلافات بين جيران مسلمين ومسيحيين. لكن روايات أخرى أشارت إلى أنها وقعت نتيجة رفض مسلمين بناء أقباط لكنيسة بدون ترخيص في المنطقة، وتطورت إلى اشتبكات بالأسلحة.

### أحداث الكشح
حادثة الكشح عبارة عن أعمال عنف واضطرابات وقعت في 31 ديسمبر 1999 في منطقة الكشح بمركز البلينا بمحافظة سوهاج في صعيد مصر. أدت أعمال العنف إلى مقتل 20 شخصا كان 19 منهم من أتباع الكنيسة القبطية وأصيب 33 آخرون بجروح. استناداً إلى افادات رسمية عن الحادث فإن خلافا وقع بين تاجر قبطي وأحد الزبائن المسلمين عشية رأس السنة في 31 ديسمبر 1999 كان السبب وراء اندلاع المواجهات، إلا أن التوتر كان سائداً في البلدة عندما استرعت الكشح الانتباه الدولي للمرة الأولى في عام 1998، عندما اتهمت جماعة مصرية تعنى بحقوق الإنسان الشرطة باعتقال مئات الأقباط وتعذيب العديد منهم أثناء تحقيقها في جريمة قتل اثنين من المسيحيين وعبرت الجماعة عن اعتقادها بأن الشرطة وقتها كانت تريد إلصاق التهمة بأحد الأقباط لتجنب تصعيد حدة التوتر بين المسلمين والمسيحيين
وقد نفت الحكومة المصرية ذلك في حينه.

### مذبحة نجع حمادي
في عام 2010 وقعت مذبحة في نجع حمادي في محافظة قنا حين قاد منفذ الجريمة «الكمونى» سيارته وأطلق النيران بشكل عشوائى على تجمعات الأقباط في ثلاثة أماكن مختلفة مما أسفر عن قتل ستة أقباط ومسلم وإصابة تسعة آخرين أثناء خروجهم من قداس عيد الميلاد، مما تسبب في أحداث شغب استمرت لعدة أيام بين المسلمين والأقباط.

### حادثة أطفيح
وفقاً لتقرير بي بي سي استمر الاحتقان بين المسلمين والمسيحيين في مصر بعد ثورة 25 يناير، وبدأت أولى الأحداث بعد الثورة في مارس/ آذار 2011 بمدينة أطفيح، بالعاصمة القاهرة، على خلفية علاقة بين رجل مسيحي وامرأة مسلمة. وأدى الأمر إلى اندلاع اشتباكات، أصيب فيها عدد من الأشخاص.

### حادثة إمبابة
اندلعت أعمال عنف طائفي في عام 2011 بمنطقة إمبابة، التابعة لمحافظة القاهرة، أودت بحياة 13 شخصًا.
واندلعت الاشتباكات بعد حصار عشرات الإسلاميين المتشددين لكنيسة هناك مطالبين باستعادة فتاة زعموا أنها كانت مسيحية وأسلمت وأنها مسجونة في الكنيسة.

### أحداث ماسبيرو
وقعت الأحداث بعد تظاهرة للأقباط، احتجاجاً على هدم مبنى اعتبره الأقباط كنيسة في محافظة أسوان، وبسبب تصريحات لمحافظ أسوان اعتبرت مسيئة بحق الأقباط. واتجه المحتجون إلى مبنى الإذاعة والتليفزيون المصري «ماسبيرو» لتندلع اشتباكات تدخلت فيها قوات الجيش والشرطة. وتحولت إلى مواجهات بين المتظاهرين وقوات من الشرطة العسكرية والأمن المركزي، وأفضت إلى مقتل بين 24 إلى 35 شخصًا أغلبهم من الأقباط.

### حادث كنيسة القديسين
استهدف كنيسة القديسين مار مرقص الرسول والبابا بطرس خاتم الشهداء بمنطقة سيدي بشر بمدينة الإسكندرية المصرية صباح السبت 1 يناير 2011 في الساعة 12:20 عشية احتفالات رأس السنة الميلادية. وكان تنظيم القاعدة في بلاد الرافدين قد استهدف كنيسة سيدة النجاة ببغداد سابقاً، وهدد الكنيسة القبطية في مصر بنفس المصير إن لم تطلق سراح كاميليا شحاتة ووفاء قسطنطين. وإثر الانفجار تجمهر مئات المسيحيين أمام المسجد المقابل للكنيسة بغية اقتحامه.

### عزل محمد مرسي
تعرضت بعض الكنائس القبطية إلى اعتداءات وتدمير بعد يوليو في عام 2013، وعزل الرئيس السابق محمد مرسي، وكذلك فض السلطات المصرية اعتصامات أنصار جماعة الإخوان المسلمين في ميدان رابعة العدوية وميدان نهضة مصر في أغسطس من ذلك العام. وقالت منظمة هيومن رايتس ووتش إن حوالي 42 كنيسة وممتلكات مسيحية تعرضت للنهب والسلب في أنحاء البلاد، وأن أربعة أشخاص بينهم مسلمون قتلوا وأصيب عشرات. وحملت المنظمة تيارات إسلامية متطرفة مسؤولية ما حدث.

### حادث الكنيسة البطرسية
وقع يوم الأحد 11 ديسمبر من عام 2016، تفجير كاتدرائية القديس مرقس بالقاهرة، قُتل على إثره 29 شخصاً وأصيب 31 آخرون في الكاتدرائية المرقسية في العباسية بمدينة القاهرة، بسبب عبوة ناسفة تزن 12 كيلوغراما. تعتبر هذه هي المرة الأولى التي يتم فيها تفجير هذه الكنيسة. تبنى تنظيم الدولة الإسلامية (داعش) مسؤوليته عن التفجير، وقال التنظيم أن التفجير تم بحزام ناسف ارتداه أبو عبد الله المصري.
منفذ العملية شاب مصري يدعى محمود شفيق محمد مصطفى ويكنى يأبو دجانة الكنانى يبلغ من العمر 22 سنة. وقد أعلن الرئيس المصري عبد الفتاح السيسي الحداد العام لمدة 3 أيام حينها، حدادا على ضحايا الحادث.

### تفجيرات أحد السعف
حدثت عمليتا تفجير بالتتابع يوم الأحد 9 أبريل عام 2017 في كنيستي مار جرجس في مدينة طنطا ومار مرقس في مدينة الإسكندرية على الترتيب. تزامن التفجير مع توافد المسيحيين المصريين لصلاة الأحد والاحتفال بعيد السعف (الشعانين)، وهو الأحد السابع والأخير من الصوم الكبير الذي يسبق عيد القيامة، تبنى تنظيم الدولة الإسلامية (داعش) تفجير الكنيستين.
استهدفت كنيسة مار جرجس قبيل الساعة العاشرة صباحًا، ونجم عن انفجار عبوة ناسفة شديدة الانفجار وفاة 29 شخصًا وإصابة 76 آخرين. بينما أسفر تفجير كنسية مار مرقس الانتحاري والذي وقع قرابة الثانية عشر ظهرًا عن وفاة 17 شخصًا وإصابة 48 آخرين.

### حادث حافلة المنيا
في فبراير 2017 دعت ولاية سيناء التابعة لتنظيم الدولة الإسلامية لشن هجمات على المسيحيين الأقباط، وفي 26 مايو 2017، وقع هجوم بالرصاص على الطريق الصحراوي الغربي. استهدف عشرات الأقباط كانوا يستقلون حافلة في طريقهم إلى دير الأنبا صموئيل المعترف، في محافظة المنيا. الهجوم أسفر عن مقتل 29 شخصاً وإصابة 24 آخرون.
في 2 نوفمبر 2018، استهدف أقباط كانوا يستقلون حافلة في طريقهم إلى دير الأنبا صموئيل المعترف، في محافظة المنيا. أسفر الهجوم عن وفاة 9 وإصابة 13 آخرين. وفي 4 نوفمبر بعد يومين من العملية أعلنت وزارة الداخلية عن تصفية 19 من منفذي العملية، وأعلن تنظيم داعش في ولاية سيناء تبنيه لمسؤولية الهجوم.